# Gotthard-Basistunnel
| | |                                        |                                        |
| Streckennummer (BAV): | 594 (GBT West) 595 (GBT Ost) 597 (Spurwechsel Sedrun SMF) 598 (Spurwechsel Faido SMF) 590 (GBT–Pollegio Nord) |                                        |                                        |
| Fahrplanfeld: | 600 |                                        |                                        |
| Streckenlänge: | 57,1 km |                                        |                                        |
| Spurweite: | 1435 mm (Normalspur)                                                                                          |                                        |                                        |
| Stromsystem: | 15 kV, 16,7 Hz ~                                                                                              |                                        |                                        |
| Maximale Neigung: | 4,055 (nördl.) / 6,76 (südl.) ‰                                                                               |                                        |                                        |
| Streckengeschwindigkeit: | 250 km/h |                                        |                                        |
| Zugbeeinflussung: | ETCS Level 2                                                                                                  |                                        |                                        |
| | |                                        |                                        |
| Fahrgeschwindigkeit: | Güterzüge: 100–120 (−160) km/h Personenzüge: 230 km/h                                                         |                                        |                                        |
| Züge/Tag (maximal): | 200–260 Güterzüge 65 Personenzüge                                                                             |                                        |                                        |
| Transportleistung (Güterzüge): | 40 Mio. Tonnen/Jahr                                                                                           |                                        |                                        |
| Lage | Nordportale 691951 / 188487                                                                                   |                                        |                                        |
| Lage | Südportale 714401 / 136774                                                                                    |                                        |                                        |
| Baudaten | |                                        |                                        |
| Baubeginn: | |                                        |                                        |
| Sondiersystem Piora: | 1993 |                                        |                                        |
| Sprengvortrieb Zu- gangsstollen und Mon- tagekavernen für TBM: | 1996 |                                        |                                        |
| Offizieller Beginn: | 4. November 1999                                                                                              |                                        |                                        |
| Vortrieb TBM: | Nov. 2002–2011                                                                                                |                                        |                                        |
| Durchschlag: | Oströhre: 15. Okt. 2010 Weströhre: 23. März 2011                                                              |                                        |                                        |
| Einbau Bahntechnik: | Abgeschlossen im September 2015                                                                               |                                        |                                        |
| Bewegte Gesteinsmasse: | 28,2 Mio. Tonnen                                                                                              |                                        |                                        |
| Baukosten : | 12,2 Mrd. CHF                                                                                                 |                                        |                                        |
| Eröffnung / Inbetriebnahme | |                                        |                                        |
| Offizielle Eröffnung: | 1. Juni 2016                                                                                                  |                                        |                                        |
| Güterverkehr: | 5. September 2016                                                                                             |                                        |                                        |
| Personenverkehr: | 11. Dezember 2016                                                                                             |                                        |                                        |
| Streckenverlauf | |                                        |                                        |
| \| \| \| Gotthardbahn von Arth-Goldau \| \| \| \| 35,25 \| Altdorf UR \| Altdorf UR \| \| \| 38,6698,67 \| Rynächt \| 456 m ü. M. \| \| \| \| Bergstrecke nach Biasca \| \| \| \| \| Nordportal \| \| \| \| \| Gotthard-Basistunnel (57’017/57’104 m) \| \| \| \| 103,99 \| mögliche Verzweigung \| 478 m ü. M. \| \| \| 115,05 \| Kantonsgrenze Uri-Graubünden \| Kantonsgrenze Uri-Graubünden \| \| \| 121,00 \| Sedrun SMF (Stazione multifunzione) \| 547 m ü. M. \| \| \| 121,76 \| Scheitelpunkt \| 550 m ü. M. \| \| \| 131,50 \| Kantonsgrenze Graubünden-Tessin \| Kantonsgrenze Graubünden-Tessin \| \| \| 140,33 \| Faido SMF (Stazione multifunzione) \| 428 m ü. M. \| \| \| \| Südportal \| \| \| \| 157,55127,55 \| Pozzo Negro \| 310 m ü. M. \| \| \| \| Bergstrecke von Altdorf \| \| \| \| \| Neubaustrecke Gotthard-Süd (links) \| \| \| \| \| Brennobrücke (107/68 m) \| \| \| \| \| Tunnel A2 Biasca (260 m) \| \| \| \| 161,29 \| Überholgleis Biasca \| 293 m ü. M. \| \| \| 131,80 \| Biasca \| 293 m ü. M. \| \| \| \| Crocettotunnel (275 m) \| \| \| \| \| Giustiziatunnel (64/64 m) \| \| \| \| 164,25135,28 \| \| \| \| \| 135,21 \| Giustizia \| 272 m ü. M. \| \| \| \| Gotthardbahn nach Bellinzona \| \| \| \| \| \| \| \| Quellen: [7] \| \| \| \| | |                                        |                                        |
| Strecke | | Gotthardbahn von Arth-Goldau           | Gotthardbahn von Arth-Goldau           |
| Bahnhof | 35,25 | Altdorf UR                             | Altdorf UR                             |
| Dienststation / Betriebs- oder Güterbahnhof | 38,6698,67 | Rynächt                                | 456 m ü. M.                            |
| Abzweig geradeaus und nach rechts | | Bergstrecke nach Biasca                | Bergstrecke nach Biasca                |
| Tunnelanfang | | Nordportal                             | Nordportal                             |
| Strecke (im Tunnel) | | Gotthard-Basistunnel (57’017/57’104 m) | Gotthard-Basistunnel (57’017/57’104 m) |
| Abzweig geradeaus und ehemals von rechts (im Tunnel) | 103,99 | mögliche Verzweigung                   | 478 m ü. M.                            |
| Grenze (im Tunnel) | 115,05 | Kantonsgrenze Uri-Graubünden           | Kantonsgrenze Uri-Graubünden           |
| Dienststation / Betriebs- oder Güterbahnhof (im Tunnel) | 121,00 | Sedrun SMF (Stazione multifunzione)    | 547 m ü. M.                            |
| Kulminations-/Scheitelpunkt (im Tunnel) | 121,76 | Scheitelpunkt                          | 550 m ü. M.                            |
| Grenze (im Tunnel) | 131,50 | Kantonsgrenze Graubünden-Tessin        | Kantonsgrenze Graubünden-Tessin        |
| Dienststation / Betriebs- oder Güterbahnhof (im Tunnel) | 140,33 | Faido SMF (Stazione multifunzione)     | 428 m ü. M.                            |
| Tunnelende | | Südportal                              | Südportal                              |
| Dienststation / Betriebs- oder Güterbahnhof | 157,55127,55                                                                                                  | Pozzo Negro                            | 310 m ü. M.                            |
| | | Bergstrecke von Altdorf                |                                        |
| Strecke · Strecke | | Neubaustrecke Gotthard-Süd (links)     | Neubaustrecke Gotthard-Süd (links)     |
| Brücke über Wasserlauf · Brücke über Wasserlauf | | Brennobrücke (107/68 m)                | Brennobrücke (107/68 m)                |
| Tunnel · Strecke | | Tunnel A2 Biasca (260 m)               | Tunnel A2 Biasca (260 m)               |
| Dienststation / Betriebs- oder Güterbahnhof · Strecke | 161,29 | Überholgleis Biasca                    | 293 m ü. M.                            |
| Strecke · Bahnhof | 131,80 | Biasca                                 | 293 m ü. M.                            |
| Strecke · Tunnel | | Crocettotunnel (275 m)                 | Crocettotunnel (275 m)                 |
| Tunnel · Tunnel | | Giustiziatunnel (64/64 m)              | Giustiziatunnel (64/64 m)              |
| | 164,25135,28                                                                                                  |                                        |                                        |
| Dienststation / Betriebs- oder Güterbahnhof | 135,21 | Giustizia                              | 272 m ü. M.                            |
| Strecke | | Gotthardbahn nach Bellinzona           | Gotthardbahn nach Bellinzona           |
| | |                                        |                                        |
| Quellen: | |                                        |                                        |

Der Gotthard-Basistunnel (französisch Tunnel de base du Saint-Gothard, italienisch Galleria di base del San Gottardo, rätoromanisch Tunnel da basa dal Son Gottard) ist mit 57 km der längste Eisenbahntunnel der Welt. Er durchquert die zentralen Schweizer Alpen in Nord-Süd-Richtung und unterquert damit unter anderem das Gotthardmassiv. Der Gotthardbasistunnel ist ein Teilstück der Gotthardbahn und des die gesamte Schweiz umfassenden Verkehrskonzeptes Neue Eisenbahn-Alpentransversale – NEAT. Der Tunnel verbindet in Höhe von 312 bis 549 m ü. M. (Scheitelpunkt) und direkter als die ältere Gotthardbahn (1882; Scheiteltunnel unter dem Gotthardmassiv: 1151 m ü. M.) den deutschsprachigen Kanton Uri (Nordportal bei Erstfeld, 460 m ü. M.) mit dem italienischsprachigen Kanton Tessin (Südportal bei Bodio TI, 312 m ü. M.) und besteht aus zwei 57 km langen, parallel verlaufenden Tunnelröhren, welche mit den bis auf 2450 m ansteigenden Gebirgsschichten darüber auch die weltweit höchste Gesteins-Überdeckung (etwa unterhalb des Piz Vatgira) haben.

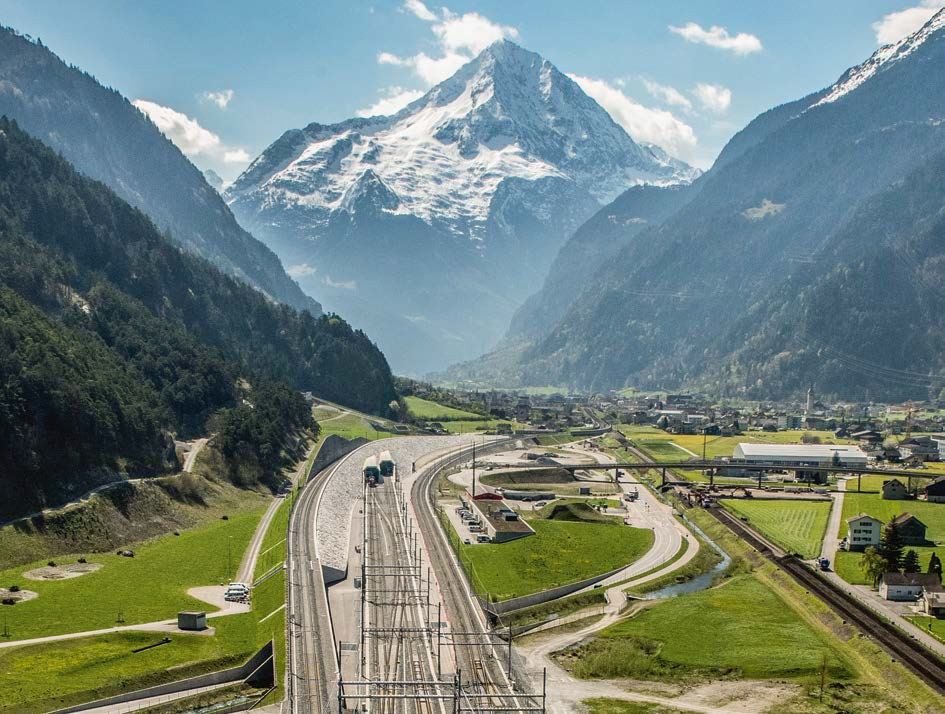
Nordportal des Tunnels mit Bristen

An zwei Stellen ist für Züge ein Gleiswechsel zwischen beiden Röhren je nach Betriebslage möglich. Zudem gibt es 176 Verbindungsstollen für Fussgänger zwischen beiden Röhren (Querschläge) in einem Abstand von rund 325 Metern, die im Sicherheitskonzept zur Evakuierung von der einen in die andere Röhre dienen. Der Achsabstand zwischen den beiden Röhren beträgt im Regelfall 40 Meter (max. 70 m). Insgesamt wurden so 151,84 km Tunnel und Stollen in den Berg gebohrt und gesprengt. Die 1882 in Betrieb genommene Bergstrecke der Gotthardbahn mit dem höher liegenden, 15 km langen Scheiteltunnel bleibt neben der neuen Strecke durch den Basistunnel in Betrieb. Die Anschlussstrecken nach und in Deutschland (vor allem auf der Ausbau- und Neubaustrecke Karlsruhe–Basel) und Italien müssen noch so ausgebaut werden, dass sie die erhöhte Kapazität durch das Gebirge nutzen können. Die feierliche offizielle Eröffnung – nach 17-jähriger Bauzeit – war Anfang Juni 2016. Der fahrplanmässige Betrieb des Personenverkehrs wurde am 11. Dezember 2016 nach mehrmonatigem Probebetrieb aufgenommen; der Güterverkehr begann bereits am 5. September.
Durch eine Entgleisung im August 2023 wurde der Tunnel auf einer Länge von mehr als acht Kilometern beschädigt und war daraufhin knapp zwei Wochen komplett gesperrt. Der Normalbetrieb wurde letztlich Anfang September 2024 wieder aufgenommen.

## Zweck

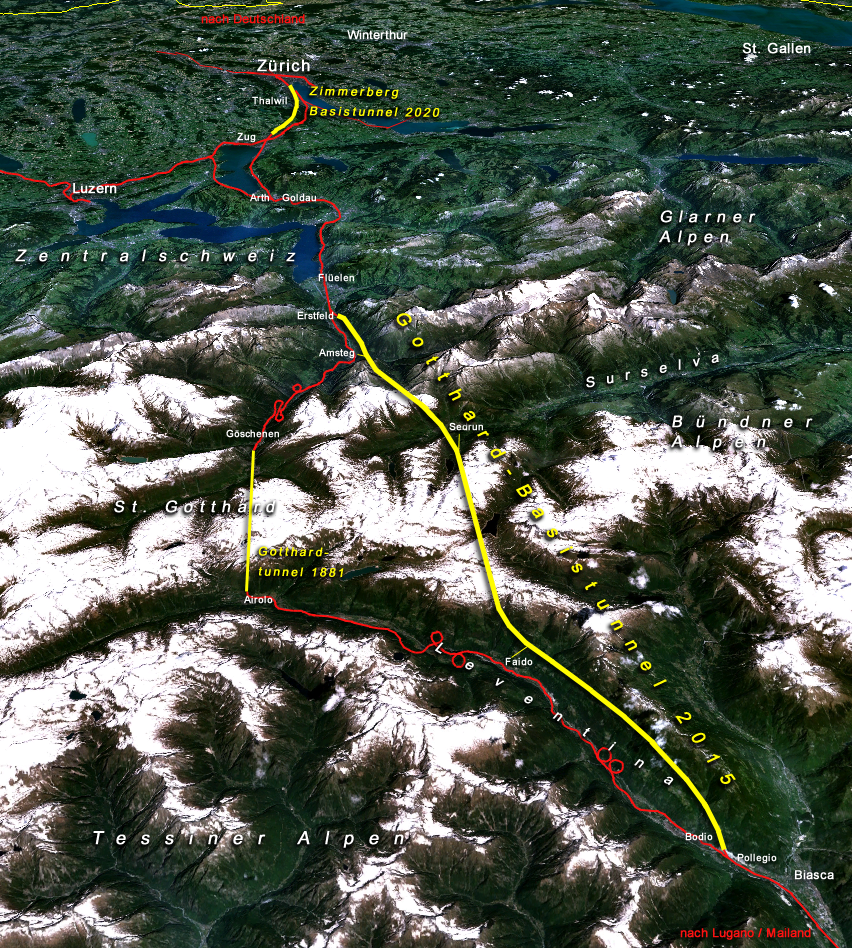
Der neue Gotthard-Basistunnel bildet zusammen mit dem geplanten Zimmerberg-Basistunnel den nördlichen Teil der Gotthardachse der NEAT.

Durch den Gotthard-Basistunnel, den Ceneri-Basistunnel und die Zulaufstrecken in Italien wird für den Güterverkehr eine umweltverträgliche Mobilität unter Verwendung schnellerer und schwererer Züge ermöglicht. Dies ist durch den Verein Alpen-Initiative und in der von diesem lancierten Eidgenössischen Volksinitiative «zum Schutze des Alpengebietes vor dem Transitverkehr» gefordert. Ziel ist hierbei die in der Verfassung verankerte Verlagerung des Schwerverkehrs auf die Schiene. Fachleute erwarten, dass sich die Transportmenge mit geschätzt 40 Mio. Tonnen/Jahr in absehbarer Zeit nahezu verdoppelt. Dazu trägt neben der Verkürzung der Strecke besonders der Bau als Flachbahn bei, so dass auf der neuen Strecke Güterzüge mit bis zu 4000 Tonnen Gesamtgewicht mit höherer Geschwindigkeit fahren können. Auf der etwa 30 km längeren alten Gotthardstrecke mit ihrem um rund 600 m höheren Scheitelpunkt (1151 m ü. M. anstatt 549 m ü. M.) können zwei Lokomotiven nur höchstens 1400 Tonnen schwere Züge ziehen.
Das Maximalgewicht für einen Zug, der durch eine einzelne vierachsige Lok durch den Basistunnel gezogen (oder geschoben) wird, beträgt bis zu 1700 t Richtung Süden bzw. in Gegenrichtung 1400 t.
Die Fahrzeit im Personenverkehr zwischen Zürich und Lugano konnte um 40 Minuten auf 1 h 59 min verkürzt werden.

## Lage, Verlauf und Geologie
Der Gotthard-Basistunnel verbindet Erstfeld im Urner Talboden der Reuss mit Bodio bei Biasca im Kanton Tessin.
Der Tunnel liegt im Verlauf der bisherigen Gotthardbahn. Die Längenangaben in km sind in Bezug zur alten Kilometrierung der gesamten Strecke zu setzen, die dadurch insgesamt kürzer geworden ist.
Mit zahlreichen Probebohrungen sowie Temperaturmessungen und seismischen Untersuchungen wurden die geologischen Verhältnisse vor Baubeginn geklärt: Es fanden sich unterschiedliche Gesteinsarten, vom harten Granit bis zu nachgiebigen Phylliten und Schiefern der Urseren-Garvera-Zone und des Tavetscher Zwischenmassivs. Ausserhalb dieser Problemzonen herrschen verschiedene Arten von Gneis vor, etwa Erstfelder Gneis oder der Streifen-Gneis des Gotthardmassivs, im Süden in der penninischen Gneiszone vorwiegend Leventina- und Lucomagno-Gneise. Durch die Probebohrungen konnte nachgewiesen werden, dass eine gefürchtete geologische Schlüsselstelle, die mit zuckerkörnigem Dolomit gefüllte Pioramulde, auf Tunnelniveau aus Dolomitmarmor ohne Wasserdruck und -fluss besteht. (Zuckerkörniger Dolomit wird unter Wassereinfluss und unter Druck vollkommen kohäsionslos, also gewissermassen flüssig.) Mit der Durchbohrung der Zone im Herbst 2008 wurden die Besorgnisse endgültig hinfällig. Stattdessen stiess man an anderen Stellen auf Kakirit, ein weiches, nachfliessendes Gesteinsmehl, was umfangreiche Massnahmen zur Sicherung und Verfestigung nach sich zog.
Der minimale Kurvenradius im Tunnel beträgt 5000 m. Das Nordportal (Schienenoberkante) liegt auf einer Höhe von 460 m ü. M., das Südportal auf einer Höhe von 312 m. Der Scheitelpunkt des Tunnels liegt auf 549 m Höhe. Die grösste Überdeckung beträgt 2450 m. Die Gradiente steigt vom Nordportal zur Mitte um insgesamt 89 m mit maximal 4,055 ‰ an, von Süden werden 237 m mit maximal 6,76 ‰ überwunden. Die projektierte Höchstgeschwindigkeit beträgt 250 km/h.
Die beiden Röhren sind im Längsabstand von 325 m miteinander mit 176 Querstollen verbunden. Der zunächst auf 650 m festgelegte Abstand wurde nach dem Tunnelbrand von 1999 im Mont-Blanc-Tunnel halbiert.

### Querschnitt
Das Tunnelprofil wurde aus dem Lichtraumprofil EBV 4 der SBB abgeleitet. Aus aerodynamischen und klimatischen Überlegungen wurde eine freie Querschnittsfläche im Tunnel von 41 m² festgelegt. Der Ausbruchsdurchmesser von etwa 9,20 m führt zu einem Innendurchmesser von etwa 7,76 m. Die Ausbruchssicherung erfolgt dabei mit 20 cm Spritzbeton (→Neue Österreichische Tunnelbaumethode), auf die eine Innenschale aus Ortbeton von wenigstens 30 cm folgt. Das Innengewölbe kann Stärken bis zu 110 cm erreichen, zusätzlich wird bei hohem Bergdruck eine Bewehrung eingebaut.

## Geschichte

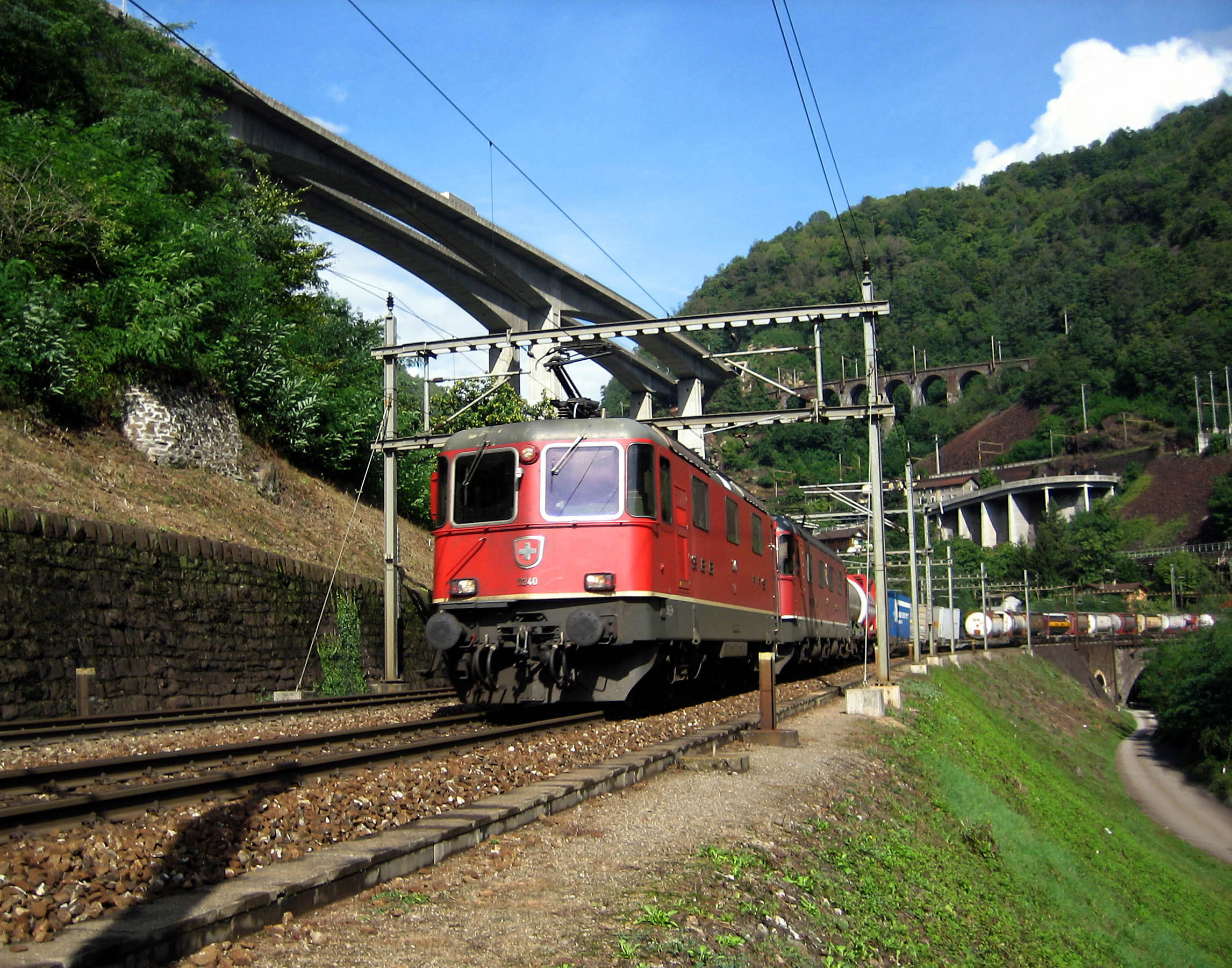
Intermodal-Güterzug auf der alten Gotthardbahn

### Hintergrund
1947 präsentierte Eduard Gruner eine Projektidee für einen Gotthard-Basistunnel mit unterirdischem Bahnhof in der Surselva. 1961 liess das Departement des Inneren ein erstes Projekt ausarbeiten, das einen 45 km langen Doppelspur-Tunnel für 200 km/h zwischen Amsteg und Giornico vorsah; Zwischenangriffe sollten bei Selva und Chiggiogna eingerichtet werden, in der Mitte war ferner ein Überholbahnhof vorgesehen.
Ab 1963 unterzog die durch den Bundesrat eingesetzte «Kommission Eisenbahntunnel durch die Alpen» (KEA) alle damals zur Diskussion stehenden Varianten einer technischen sowie betriebs- und volkswirtschaftlichen Bewertung: Lötschberg, Gotthard West (Luzern/Interlaken–Locarno), Tödi–Greina, Splügen sowie Gotthard-Basis. Zeitgleich wurde das Basistunnel-Projekt von 1961 weiterentwickelt. Hintergrund war das kräftige Verkehrswachstum der Hochkonjunktur. Infolge politischer Auseinandersetzungen und einer wirtschaftlichen Rezession wurde der Plan zunächst nicht umgesetzt.
Im August 1965 wurde eine 1,6 km tiefe Sondierbohrung in der Nähe der Lukmanier-Passhöhe abgeschlossen. Vorgesehen war dabei ein 45 km langer Basistunnel zwischen Erstfeld und Biasca. In ihrem Abschlussbericht von 1970 favorisierte die KEA einen Gotthard-Basistunnel. Die SBB erhielten daraufhin den Auftrag, das Bauprojekt für eine Basislinie zwischen Erstfeld und Biasca, als Doppelspur-Tunnel von rund 50 km Länge, auszuarbeiten. Die Inangriffnahme dieses Projekts wurde 1973 beim Schweizer Parlament beantragt. Es folgten jahrelange Streitigkeiten um die Linienführung. Nachdem der Güterverkehr infolge einer Rezession ab 1973 zurückgegangen war, beschlossen die SBB, die Projektierungsarbeiten abzuschliessen. Im Auftrag des Bundesrates prüfte von 1974 bis 1979 eine Kontaktgruppe der acht Ostschweizer Kantone die Varianten Gotthard und Splügen, kam jedoch zu keiner Empfehlung. Die Phase der frühen NEAT-Studien endete 1983 mit der Feststellung des Bundesrates, dass ein «Baubeschluss für eine neue Eisenbahn-Alpentransversale (…) heute noch nicht dringlich» sei.
Bereits 1964 hatte der Bundesrat überraschend eine Botschaft für einen Gotthard-Strassentunnel vorgelegt, der 1968 ohne grosse Widerstände und vergleichende Studien in Bau ging.
Ende der 1980er-Jahre war das Projekt Gotthard-Basistunnel eines von fünf diskutierten Eisenbahntunnelprojekten im Bereich der Schweizer Alpen. Es wurde, neben dem Lötschberg-Basistunnel, Ende der 1980er-Jahre in modifizierter Form zur politischen Entscheidung vorgelegt. Die Projekte des Y-Ast-Basistunnels, des Splügen-Basistunnels und des Simplon-Basistunnels wurden dagegen zurückgestellt.
In den 1980er-Jahren nahm der Druck auf die schweizerischen Transitachsen zu, ebenso wurden gesetzliche Einschränkungen des Strassengüterverkehrs zunehmend kritisiert. Aus Umweltschutz-, siedlungs- und verkehrspolitischen Gründen sollten die Kapazitäten im Strassen-Alpentransit keinesfalls ausgebaut werden. Der Verkehrsminister erteilte daraufhin den Auftrag, eine Vorgehensweise für eine mögliche rasche Realisierung einer neuen Eisenbahn-Alpentransversale zu entwickeln. Die Ostalpenbahn-Überlegungen wurden mit der 1986 beschlossenen Realisierung der NEAT begraben, mit der eine politisch fundierte Linienführung unabdingbar wurde.
Im Dezember 1988 sprachen sich die SBB für den Gotthard-Basistunnel aus. Nach eingehenden Beratungen beschloss die Schweizer Regierung Mitte Mai 1989 den Verlauf der Neuen Eisenbahn-Alpentransversale (NEAT). Neben der erwarteten Entscheidung für den Gotthard-Basistunnel wurde dabei auch die Realisierung des Lötschberg-Basistunnels beschlossen. Neben einem 49 km langen Tunnel zwischen Amsteg und Bodio sollte im weiteren Verlauf insbesondere eine Variante Gotthard Ost geprüft werden, die eine Anbindung der Ostschweiz (über Ziegelbrücke–Linthal und Chur–Trun) vorsah. Die geschätzten Gesamtkosten wurden mit drei Milliarden Schweizer Franken beziffert. Weitere 2,4 Milliarden Franken waren für den Ausbau der Zufahrtsstrecken zum Gotthardtunnel vorgesehen. Für eine spätere Realisierung der Ostvariante, deren Mehrkosten auf 0,5 bis 1,0 Milliarden Franken geschätzt wurden, sollten im Umfang von rund 50 Millionen Franken bauliche Vorleistungen (Y-Verzweigung) vorgesehen werden.
1989/1991/1992 wurde der Beschluss für die NEAT verabschiedet. Nach einer nachträglichen Planungsänderung erfolgte der Anstich des Gotthard-Basistunnels am 4. November 1999. (Mehr zu den politischen Hintergründen im Artikel NEAT)
Nach der ersten Sprengung im Hauptstollen am 4. Februar 1999 wurde mit der Fertigstellung des Tunnels zwischen 2010 und 2012 gerechnet. Bis dahin waren für Planung und Bau rund 700 Millionen Franken aufgewendet worden.

### Projektierungs- und Vorbereitungsphase

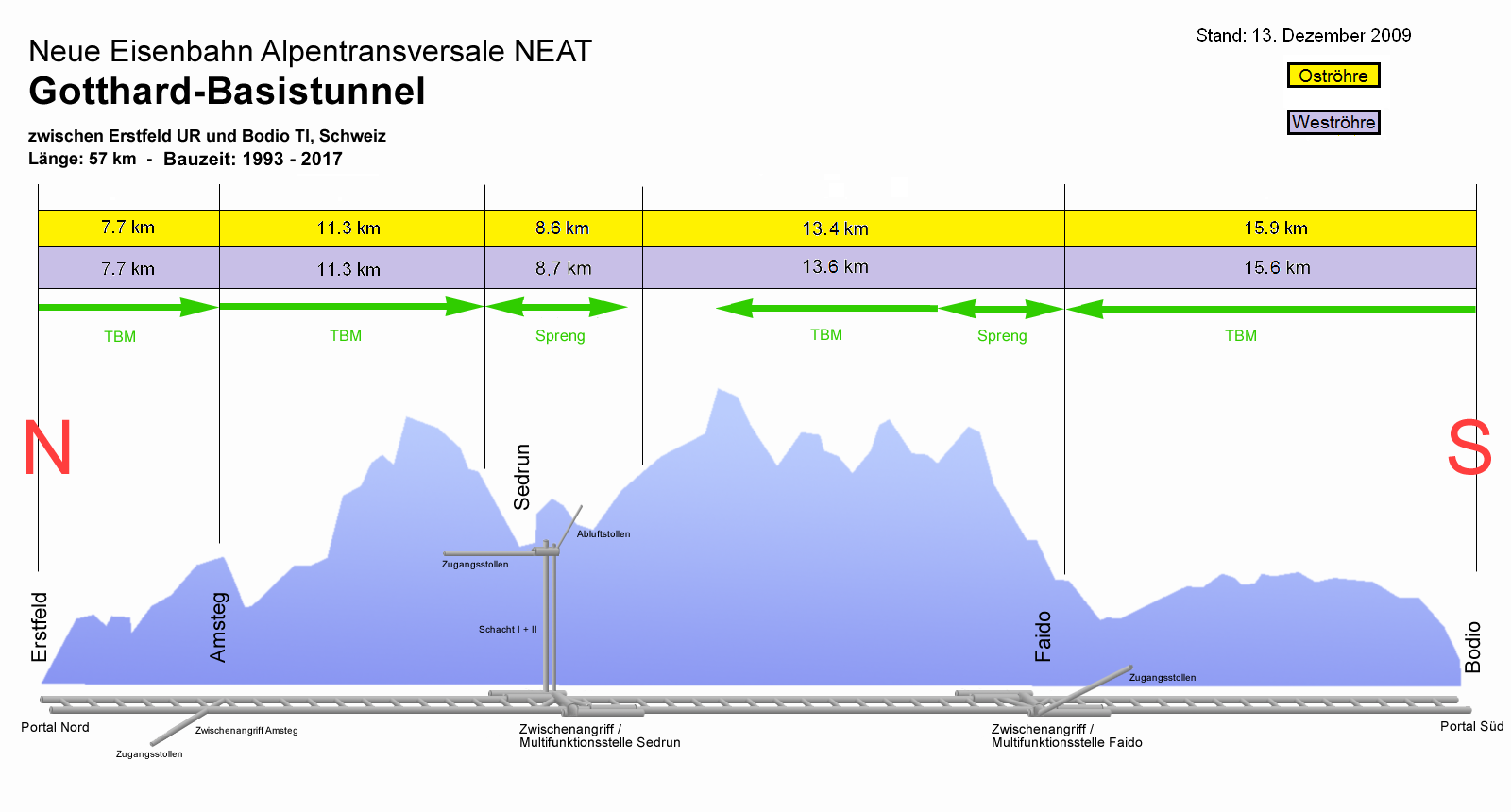
Schematische Darstellung des Gotthard-Basistunnels (Grün: Vortrieb Ende 2009)

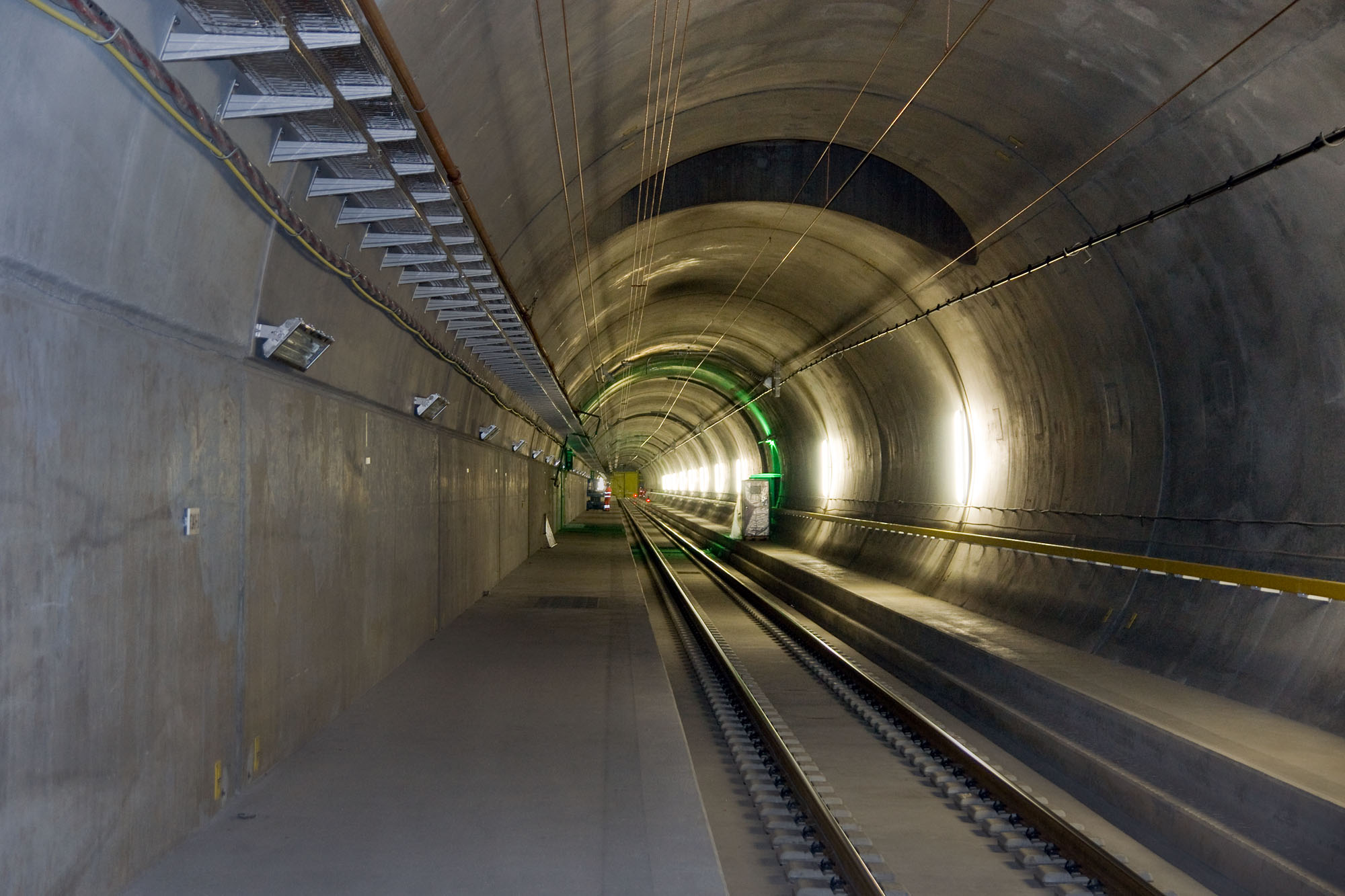
Nothaltestelle Faido (2014)

Man entschied sich für zwei einspurige Tunnelröhren, die rund 40 Meter auseinanderliegen und alle 312,5 m durch Querstollen verbunden sind. An zwei von aussen zugänglichen und klimatisierten Multifunktionsstellen (Sedrun und Faido) sind Spurwechsel sowie Nothalte möglich; auch technische Räume für den Bahnbetrieb und die Lüftung sind angegliedert. Das Ausbruchsmaterial von einem Volumen von mehr als 10 Mio. m³ wird zu einem Fünftel als Betonzusatzstoff wiederverwertet, der Rest in natürlichen Senken und alten Steinbrüchen deponiert, als Schotter verkauft und zu einem kleinen Teil zur Renaturierung eines Flussdeltas in den Vierwaldstättersee geschüttet.
Von den insgesamt rund 152 Kilometern Tunnel, inklusive aller Stollen und Schächte, wurden 56 Prozent mit Tunnelbohrmaschinen (TBM) und 44 Prozent im konventionellen Sprengvortrieb hergestellt. Betrachtet man nur die beiden Hauptröhren, wurden diese zu 80 % mit TBM und zu 20 % im konventionellen Sprengvortrieb erstellt. Bis zu 2400 Menschen arbeiteten auf den Tunnelbaustellen. Der Vortrieb erfolgte in drei Schichten rund um die Uhr.
Ein mindestens 30 cm dickes Tunnelgewölbe aus Ortbeton sichert die Tragfähigkeit. Anfallendes Tunnelwasser wird durch einen Kanal (ø 60 cm) unterhalb des Tunnels abgeführt. Die erwartete Temperatur von 50 Grad Celsius erfordert einen permanenten Luftaustausch. Die durchfahrenden Züge sollen durch den Kolbeneffekt die Luft herauspressen. Sollte dies nicht ausreichen, werden mechanische Lüftungen nachgerüstet.
Gesamtverantwortlich für das Projekt ist die AlpTransit Gotthard AG (ATG), eine hundertprozentige Tochtergesellschaft der Schweizerischen Bundesbahnen (SBB). Zu Beginn der Bauarbeiten wurden von vier verschiedenen Stellen Zugangsstollen gegraben. Die Multifunktionsstelle (MFS) Faido ist durch einen 2,7 km langen Querstollen mit einem Gefälle von 13 % mit der Aussenwelt verbunden. Für die MFS Sedrun war ein höherer Aufwand nötig: zuerst wurden ein knapp einen Kilometer langer Zugangsstollen und ein 450 m langer Entlüftungsstollen waagrecht in den Berg getrieben. Von dieser Stelle führen zwei Schächte 800 m tief auf das Niveau des Eisenbahntunnels, die vom südafrikanischen Spezialunternehmen Shaft Sinkers gebohrt wurden. Erst von dort unten begannen die eigentlichen Bauarbeiten am Basistunnel. Durch diese Aufteilung wurde eine Reduzierung der Bauzeit um die Hälfte erwartet.
Am 15. Oktober 2010 wurde die Oströhre durchgebrochen, 27 km vom Nordportal entfernt und rund 2450 m unter dem Gipfel des 2983 m hohen Piz Vatgira, welches die weltweit höchste Gesteins-Überdeckung darstellt. Die Abweichung beim Durchbruch betrug 8 cm horizontal und 1 cm vertikal. Am 23. März 2011 erfolgte der letzte Durchbruch in der Weströhre.
Insgesamt wurden 28,2 Millionen Tonnen (ca. 8,2 Millionen Kubikmeter) Material ausgebrochen. Ein Drittel des Ausbruchs wurde zu Beton und Spritzbeton verarbeitet und kam wieder zurück in den Tunnel. Ein Teil des Materials wurde für Aufschüttungen von Naturschutz- und Badeinseln im Vierwaldstättersee verwendet nebst Renaturierung des Reussdeltas. Ein Teil des Materials des Abschnittes Bodio wurde im Gebiet Buzza di Biasca im Bleniotal deponiert. Eigens dazu wurde wiederum ein 3162 Meter langer Transportstollen ausgebrochen. 15 Kilogramm des Ausbruches verarbeitete die Schweizerische Post in Form von Gesteinspulver in einer Sonderbriefmarke.
Der Zeitpunkt der voraussichtlichen Inbetriebnahme des Gotthard-Basistunnels wurde mehrfach verschoben. Seit 2007 war sie für 2017 vorgesehen, ab 2011 wurde der Dezember 2016 genannt.

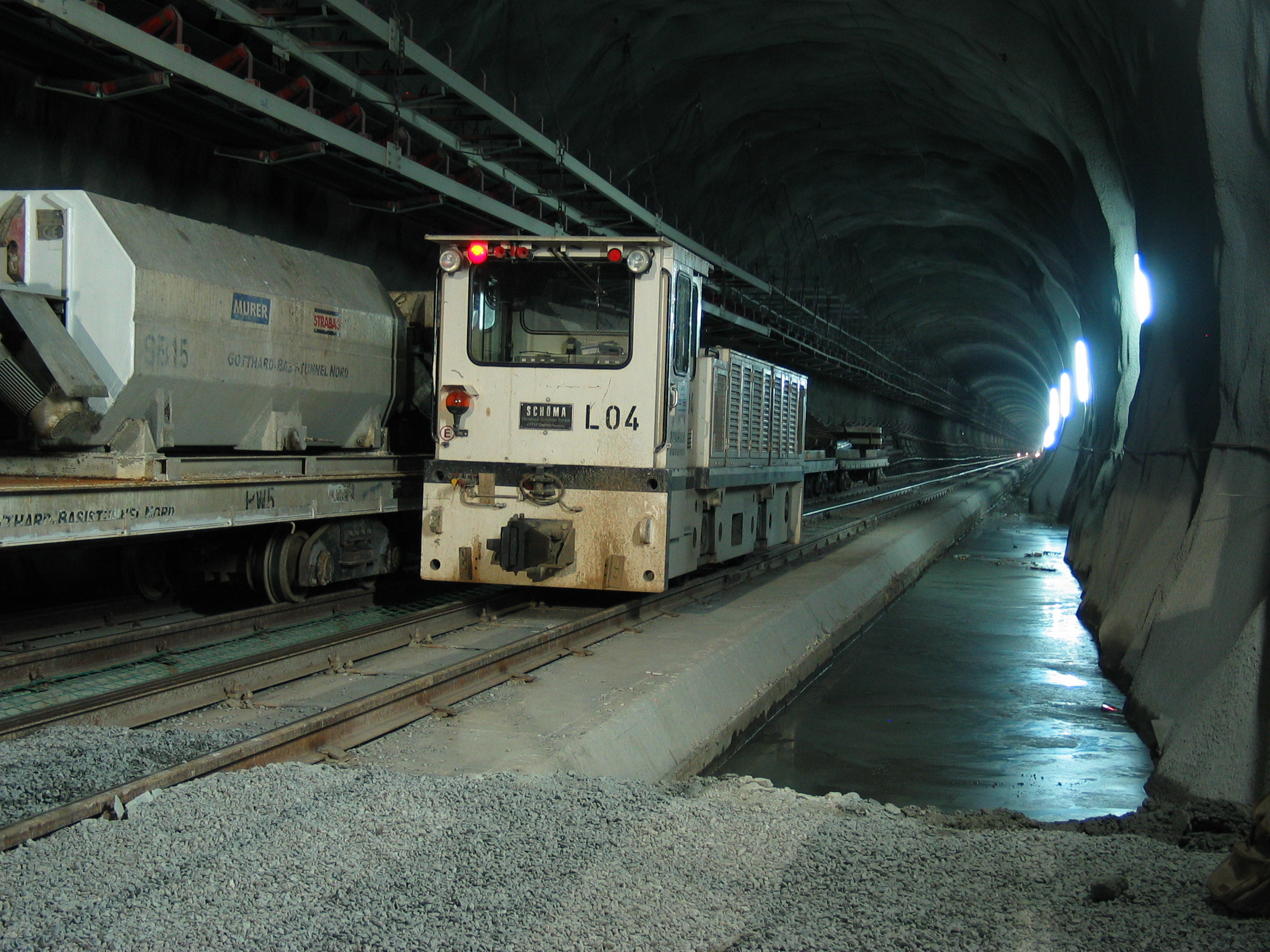
In der östlichen Tunnelröhre bei Amsteg
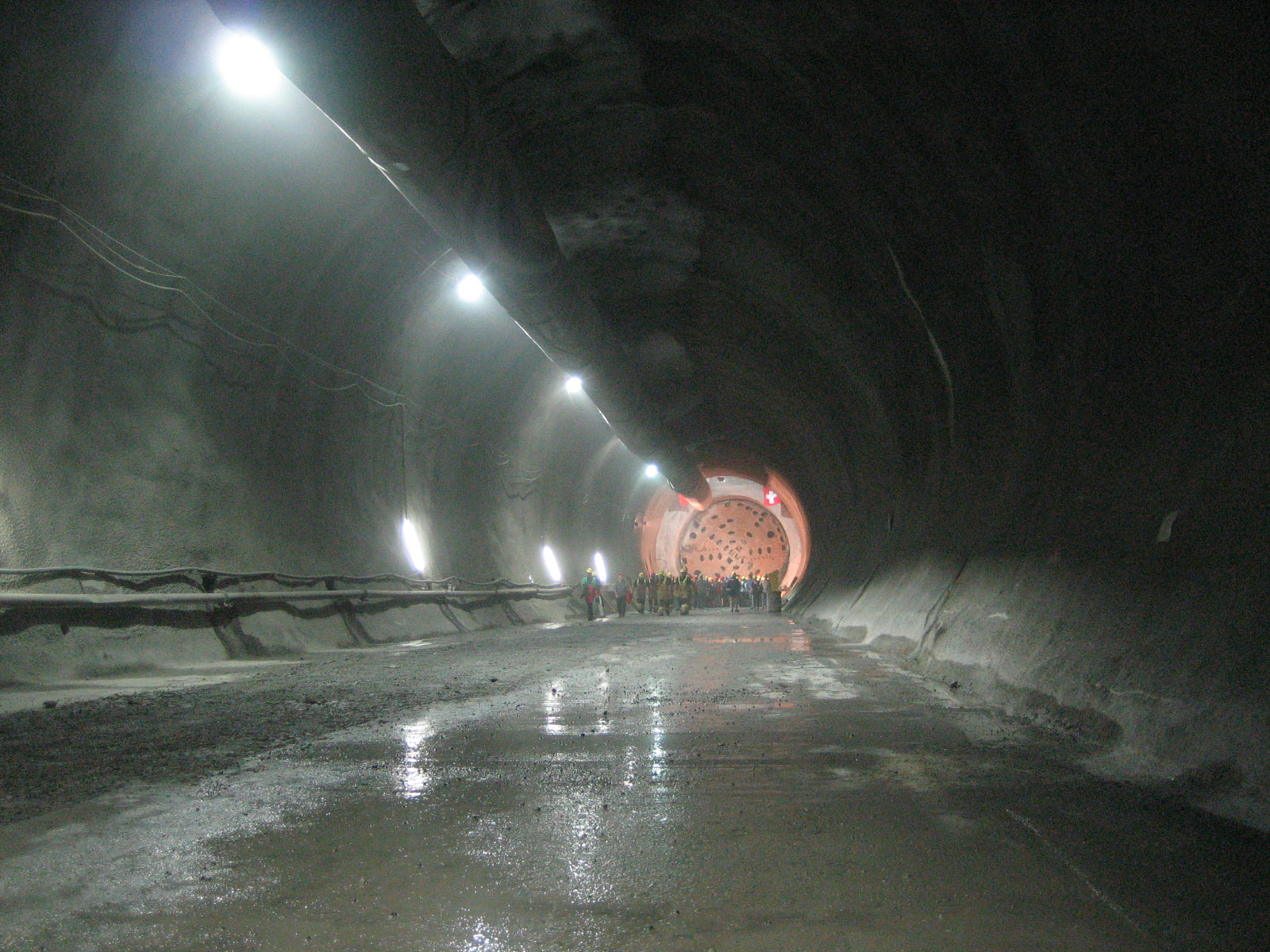
Oströhre in Faido mit TBM
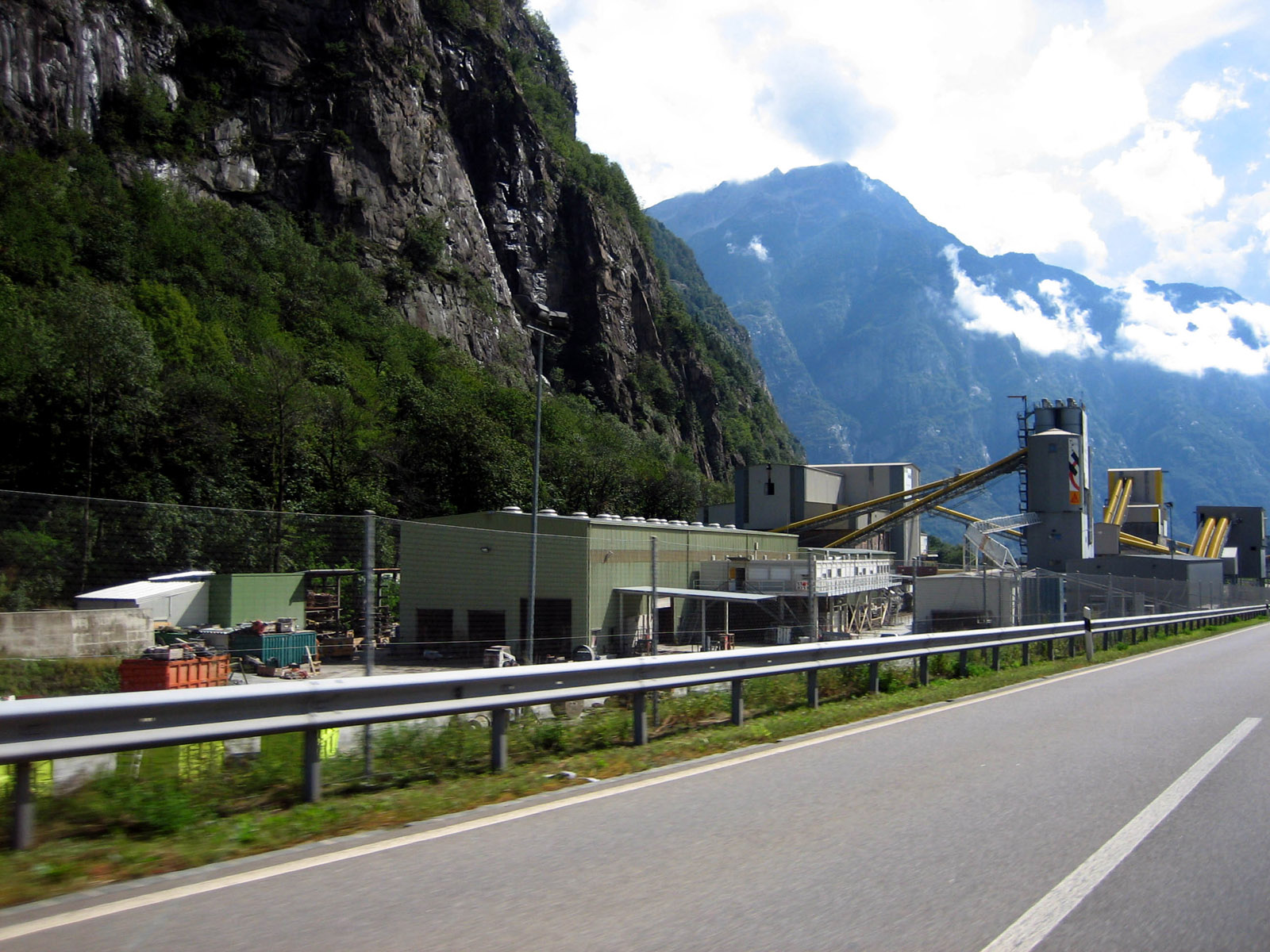
Baustelle beim Südportal nahe Bodio

### Bau

#### Abschnitt Erstfeld
Im Bereich des Nordportals bei Erstfeld im Kanton Uri hatte sich der Beginn des maschinellen Vortriebs verzögert. Infolge der wiederholten Einsprache seitens eines im Auswahlverfahren unterlegenen Bewerbers konnte der Bauauftrag für diesen Abschnitt erst im Februar 2007 vergeben werden. Nach dem Ausbruch der Startröhren und dem Aufbau der Tunnelbohrmaschine (TBM) Gabi I (S-229) wurde am 4. Dezember 2007 mit den Bohrarbeiten in der Oströhre begonnen, Gabi II (S-230) folgte ab Mitte 2008 in der Weströhre. Der Gesamtzeitplan, der 2002 noch von einer Inbetriebnahme in den Jahren 2013/14 ausging, wurde durch diese Verzögerung und technische Schwierigkeiten in anderen Abschnitten verändert. Trotz dieser Verzögerungen konnten die Bohrmaschinen den 7,6 Kilometer langen Abschnitt in weniger als zwei Jahren ausbrechen. Der Durchschlag erfolgte am 16. Juni 2009 um 11.58 Uhr und somit sechs Monate früher als geplant. Die horizontale und vertikale Abweichung betrug weniger als einen Zentimeter.

#### Abschnitt Amsteg
Vom Zwischenangriff Amsteg her bohrten die beiden Tunnelbohrmaschinen Gabi I + II (S-421 + S-422) in südlicher Richtung zur Multifunktionsstelle Sedrun. Dabei mussten immer wieder Störzonen mit lockerem Gestein durchfahren werden, was den Vortrieb teilweise massiv behinderte. Die beiden TBM stellten die 11,35 km bis zum Durchbruch ins Baulos Sedrun neun Monate früher als geplant fertig und wurden rückwärts hinaustransportiert, um in Erstfeld nochmals zum Einsatz zu kommen.

#### Abschnitt Sedrun
Im Abschnitt Sedrun mussten in nördlicher Richtung bis zum Sommer 2007 noch einige hundert Meter im Sprengvortrieb in sehr anspruchsvollem Gestein ausgebrochen werden, bis der Durchbruch am 17. Oktober 2007 in die von den beiden TBM gebohrten Röhren möglich war.
Der Durchschlag auf der südlichen Seite zwischen den Multifunktionsstellen Sedrun und Faido erfolgte in der Oströhre am 15. Oktober 2010. Das Ereignis wurde medial vorbereitet und im Fernsehen live übertragen. Kameras waren sowohl bei der Tunnelbohrmaschine auf der Seite von Faido sowie bei den geladenen Gästen auf der Sedruner Seite postiert. Die Fernsehzuschauer konnten sehen, wie die trennende Felswand von rund 10 Meter Durchmesser von dem rotierenden Bohrkopf in Brocken vor die Ehrengäste fiel und schliesslich um 14:17 Uhr durchbrochen war.

#### Abschnitt Faido

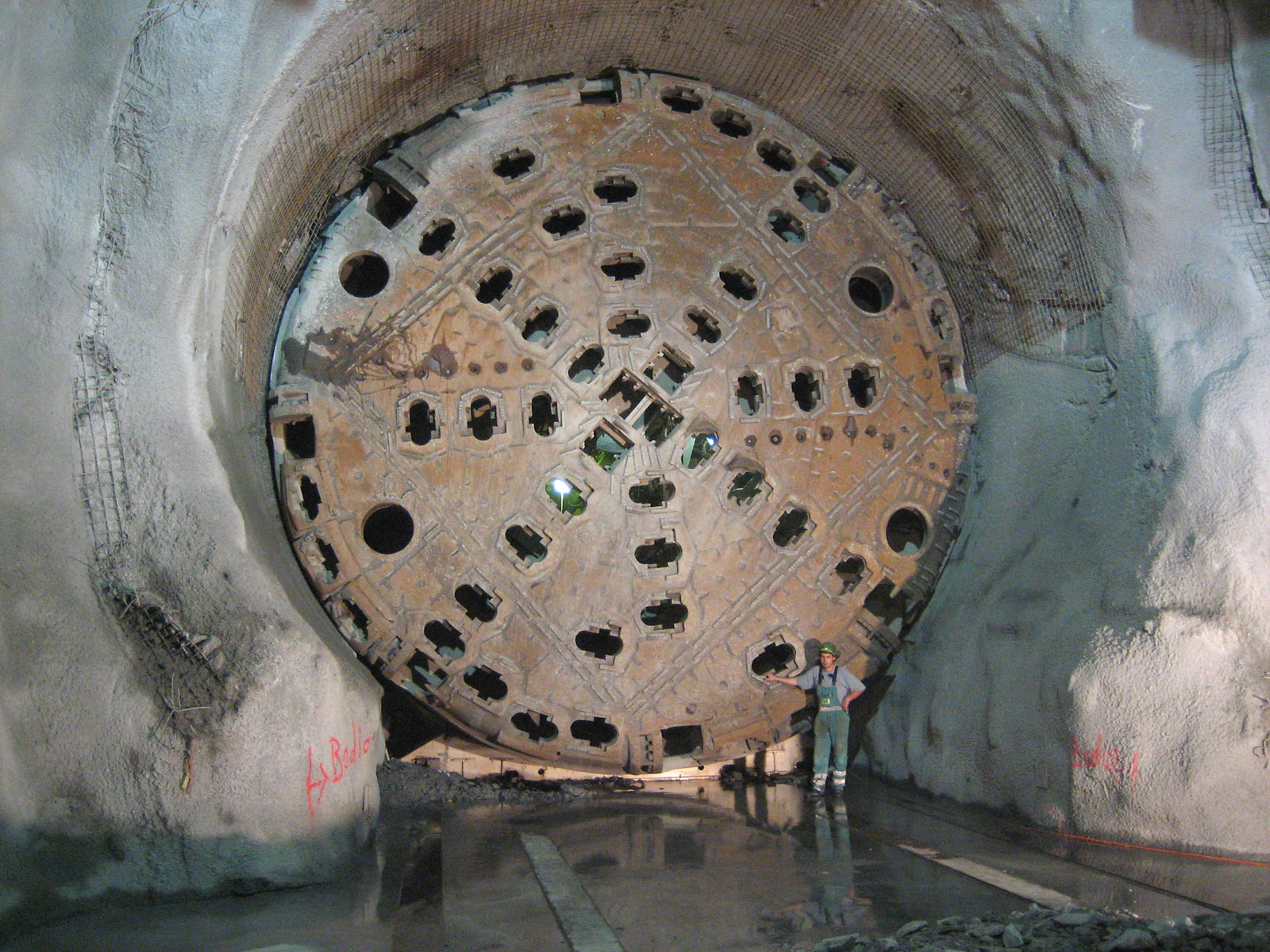
Die 1. TBM von Bodio brach am 6. September 2006 in die Multifunktionsstelle Faido durch.

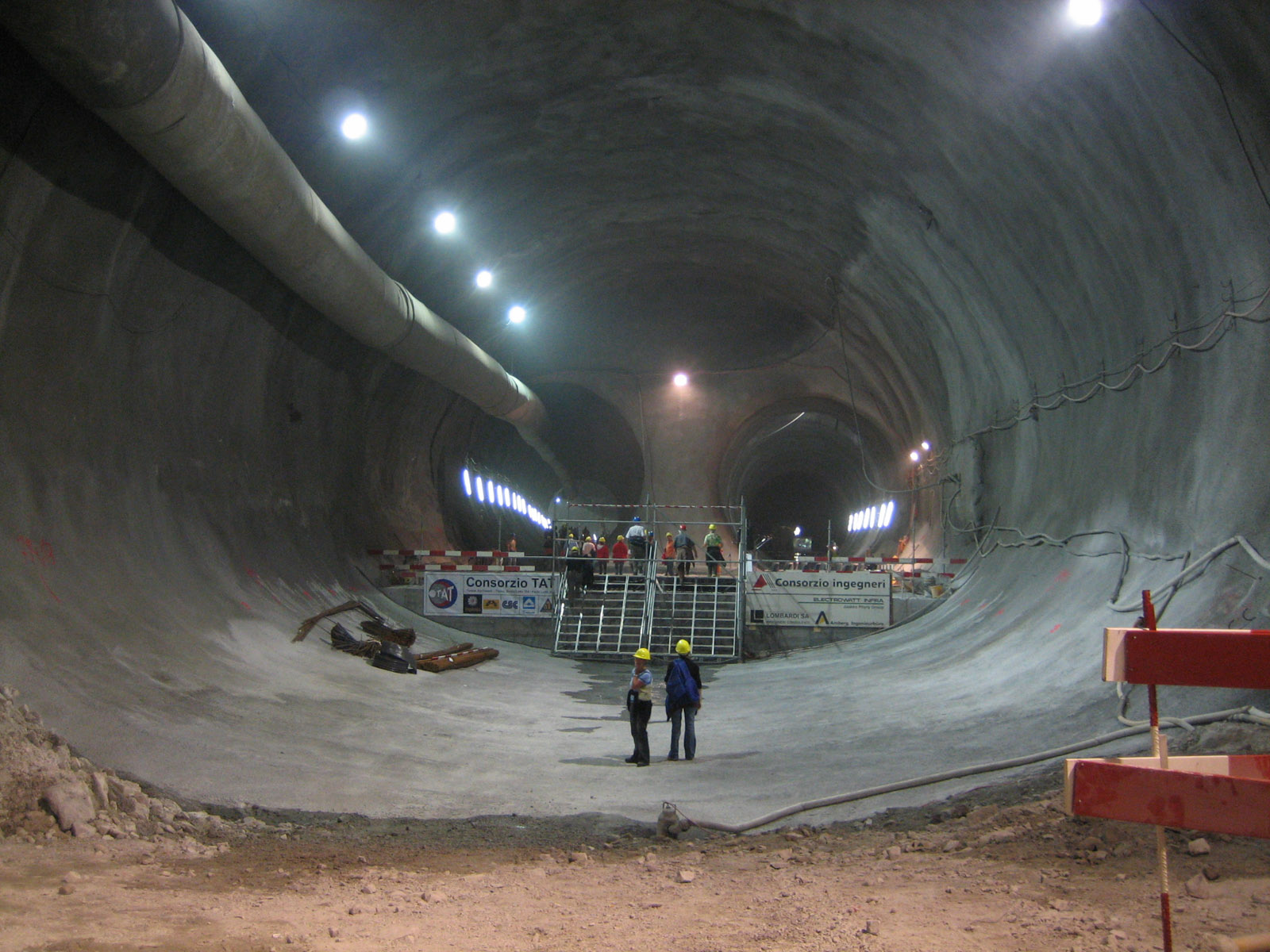
Verzweigung in der Multifunktionsstelle Faido (2006)

Im Abschnitt Faido, wo es infolge des enormen Bergdrucks immer wieder zu kleineren Einstürzen kam, lag man jahrelang im Zeitplan zurück. Deshalb beschloss 2006 die Bauherrin, die AlpTransit Gotthard AG, eine Option in den Verträgen mit den Baukonsortien einzulösen und die Losgrenze für das Baulos Sedrun um einen Kilometer nach Süden zu verschieben, um den Rückstand in Faido zu kompensieren.
Ab dem Spätsommer und Winter 2007 wurde mit zwei Tunnelbohrmaschinen in Richtung Sedrun gebohrt. Der Durchbruch erfolgte in der Oströhre am 15. Oktober 2010, in der Weströhre am 23. März 2011.

#### Abschnitt Bodio
Im Abschnitt vom Südportal bei Bodio wurden die beiden Tunnelröhren mit einem Durchmesser von je ca. 8,80 Meter nördlich in Richtung Faido mit Tunnelbohrmaschinen (TBM) vorgetrieben. Der Baubeginn für den rund 15 Kilometer langen Bauabschnitt erfolgte in der Röhre Ost im November 2002 und in der Röhre West im Februar 2003. Der Durchbruch in die rund 2 km lange Multifunktionsstelle Faido war für den April 2005 eingeplant gewesen, doch erfolgte er aufgrund von geologischen Problemen erst 17 Monate später am 6. September 2006 (Oströhre), jener in der Weströhre am 26. Oktober 2006.

#### Tunnelbohrmaschinen
Die beiden auf der Tessiner Seite eingesetzten Tunnelbohrmaschinen (TBM) hatten einen Bohrkopf mit einem Durchmesser von 8,89 m, der mit 58 Rollenmeisseln versehen war und von zehn Motoren mit jeweils 350 kW angetrieben wurde. Die vom Hersteller Herrenknecht im baden-württembergischen Schwanau stammenden Geräte trugen die Namen Heidi (S-211) und Sissi (S-210) und waren inklusive Nachläufer rund 400 m lang.
Nach dem Durchbruch 2006 wurden die beiden TBM zunächst generalrevidiert und die Bohrköpfe von 8,89 m auf 9,43 m erweitert, bevor sie im Sommer 2007 für den übrigen Teil des Bauloses Faido in Richtung Sedrun angedreht wurden.

#### Unfälle und Todesfälle
Insgesamt starben nach einem Bericht der Allianz Suisse neun Bauarbeiter.
| Datum              | Personen | Ursache                                                                   |
| ------------------ | -------- | ------------------------------------------------------------------------- |
| 8. Juni 2000       | 1        | „… von Förderstange getroffen …“                                          |
| 12. März 2001      | 1        | Verschüttung mit Ausbruchmaterial                                         |
| 3. April 2003      | 1        | „… von Steinbrocken erschlagen …“                                         |
| 11. September 2003 | 1        | „… von umfallender Kabeltrommel erdrückt …“                               |
| 21. Januar 2005    | 2        | Entgleisung eines Waggons mit Abbruchmaterial, Kollision mit Servicewagen |
| 23. November 2006  | 1        | von Schotterwagen eingeklemmt                                             |
| 24. Juni 2010      | 1        | „… von einem Wagen erdrückt …“                                            |
| 16. Juni 2012      | 1        | „… von Gerüst gefallen …“                                                 |

### Sicherheitskonzepte

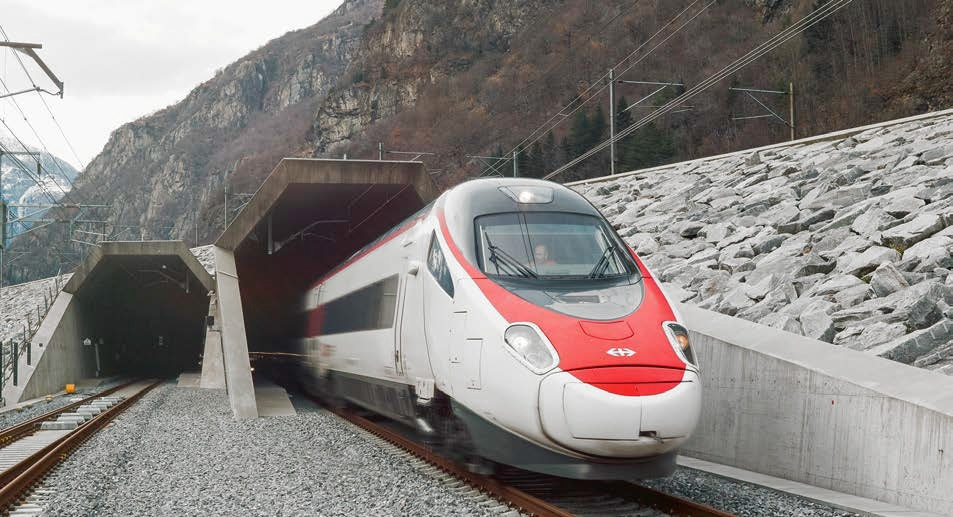
Süd-Portal

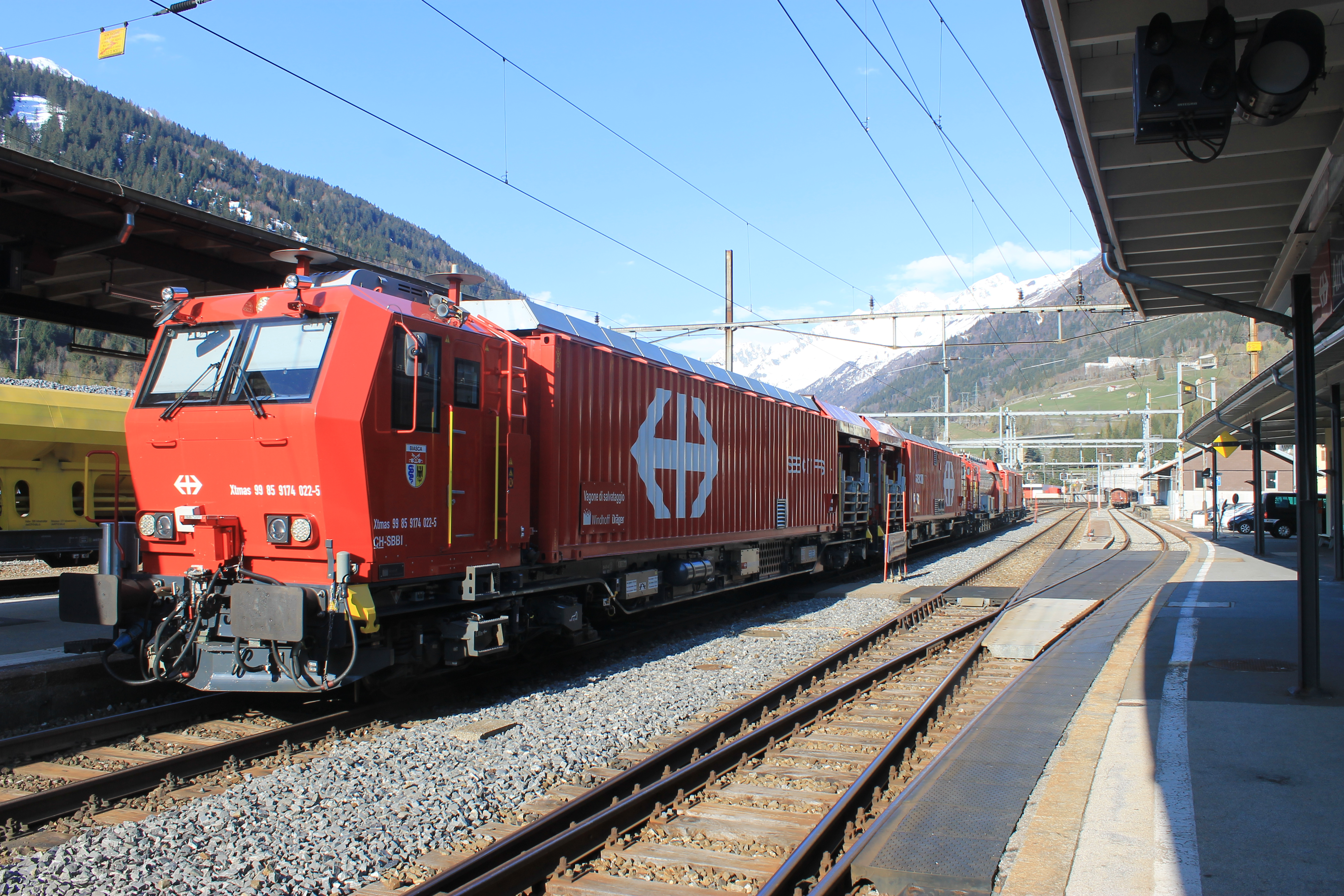
Rettungszug der Betriebswehr SBB Biasca

Zur Absicherung der Fahrgäste wurden etwa an den Drittelpunkten Multifunktionsstellen mit einer Umsteige- und Bergungsoption eingerichtet.
An beiden Portalen stehen spezielle Rettungszüge binnen 5 Minuten nach Alarmierung abfahrbereit. Sie erreichen bis zu 100 km/h. Ziel ist es, jede Ereignisstelle im Basistunnel innerhalb von 45 Minuten zu erreichen und die Rettungsmassnahmen einleiten zu können.
Die Multifunktionsstellen Faido und Sedrun umfassen zwei mit 110 km/h befahrbare Gleiswechsel, so dass oftmals ohne Fahrtrichtungswechsel aus einem eventuell verrauchten Bahnabschnitt herausgefahren werden kann. An beiden MFS gibt es in jeder Röhre eine Nothaltestelle (insgesamt also vier). Diese ist jeweils auf einer Länge von 450 m mit zwei Meter breiten Gehsteigen versehen und beleuchtet. Zwischentore schotten die beiden Röhren voneinander ab. Im Bedarfs- oder Notfall begeben sich die Passagiere über einen von sechs Verbindungsstollen in einen Parallelstollen, dessen Luft unter leichtem Überdruck steht und dadurch rauchfrei bleibt. Über ein zum Teil gemeinsames Stollensystem für beide Nothaltestellen gelangen sie durch einen Überwerfungsstollen in die zwischenzeitlich gesperrte andere Tunnelröhre und können dort von einem Evakuierungszug abgeholt und ins Freie gefahren werden. Als Ziel gilt hier: in 90 Minuten sollen Menschen ab jeder Stelle aus dem Tunnel gebracht sein.
Ferner besteht die Möglichkeit, mittels Reversing Züge kontrolliert rückwärts fahren zu lassen.

#### Brandschutz
Für Branddetektion und -management sorgt ein integriertes Brandmeldesystem. Dabei ist ausschlaggebend, dass der gesamte Tunnel von der Ein- bis zur Ausfahrt einsehbar ist. Dies verlangt Systeme, die über die Videoüberwachung hinaus zuverlässige Informationen über die Situation im Tunnel und vor dem Tunnelportal liefern. Zu diesem Zweck wurde Videoüberwachungstechnik mit Radartechnik kombiniert und es wird eine automatische Störfallerkennung (Automated Incident Detection – AID), eingesetzt, die z. B. eine Rauchentwicklung über Algorithmen selbstständig identifizieren kann.

### Vorarbeiten für zusätzliche Optionen

#### Verlängerung im Norden
Im Inneren des Berges bei Erstfeld wurde für weitere 100 Mio. CHF das Verzweigungsbauwerk «Uri Süd» gebaut. Damit wurde eine mögliche spätere Weiterführung des Tunnels in Richtung Norden und damit die Umfahrung von Altdorf in der sogenannten Variante «Berg lang geschlossen» vorbereitet. Diese von der Urner Bevölkerung und Regierung geforderte Lösung zum Schutz der Reussebene vor weiteren Emissionen (Lärm, Erschütterung) wurde vom Bundesrat im Juni 2002 zur Planung beauftragt.
Das neue Tunnelteilstück würde im Raum Flüelen mit dem ebenfalls noch zu bauenden Axentunnel verbunden werden, was den Gotthard-Basistunnel faktisch auf rund 75 Kilometer verlängern würde. Diese Lösung wird als «Uri Berg lang-Axen» (UBLA) bezeichnet. Finanzierung und der Zeitrahmen für diese weiteren NEAT-Abschnitte bleiben offen.
2007 wurden im Kanton Uri Stimmen laut, die statt der Urner Bergvariante nun doch eine Talvariante bevorzugen, um die Möglichkeiten für eine Anbindung des Kantons an den Hochgeschwindigkeitsverkehr nicht zu verbauen, wie dies mit einer Tunnelumfahrung der Fall wäre. Der Bahnhof Altdorf wurde für den Fernverkehr ausgebaut und am 12. Dezember 2021 als Kantonsbahnhof Uri in Betrieb genommen.

#### Porta Alpina

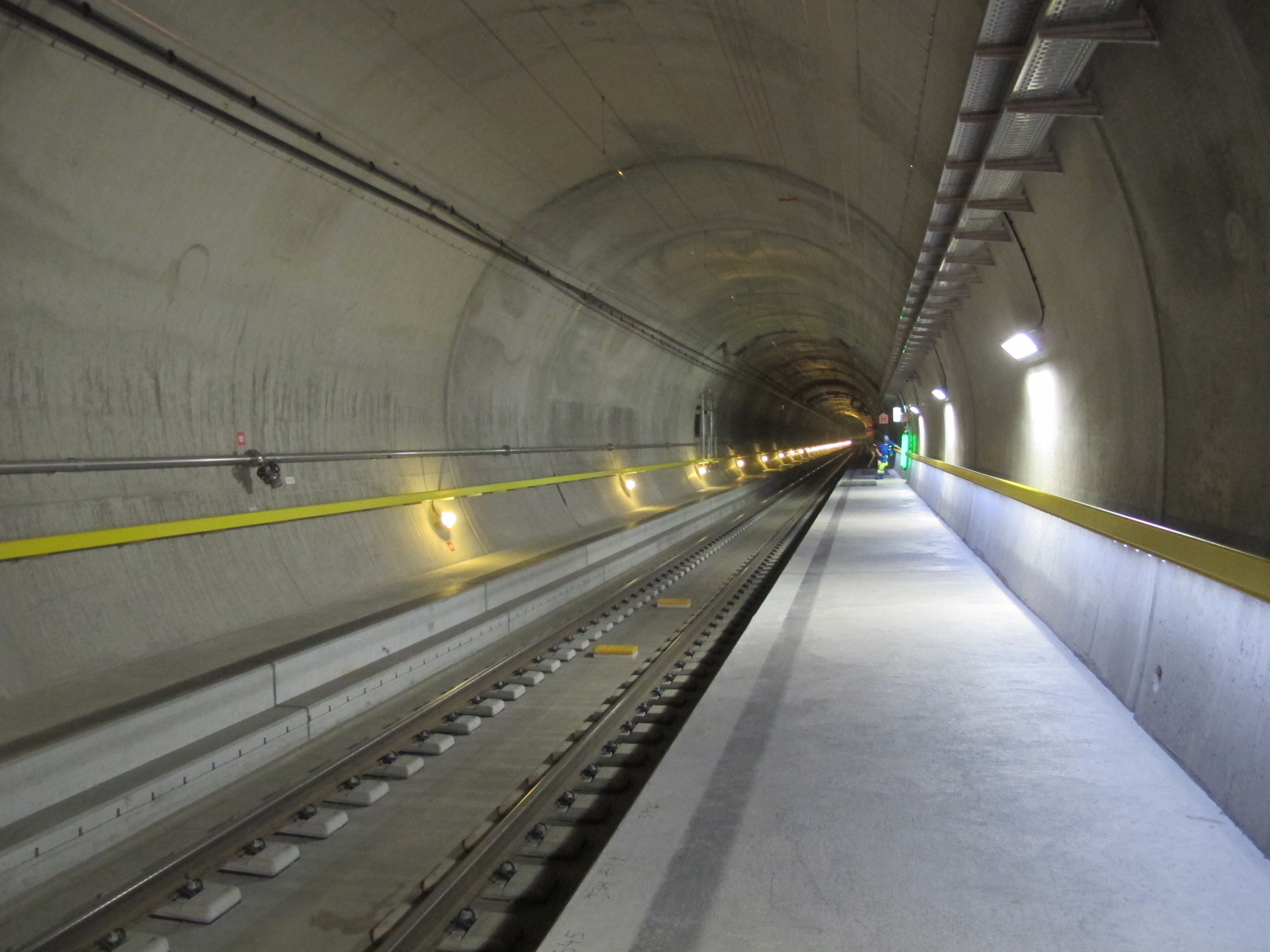
Basistunnel bei Sedrun SMF (2016)

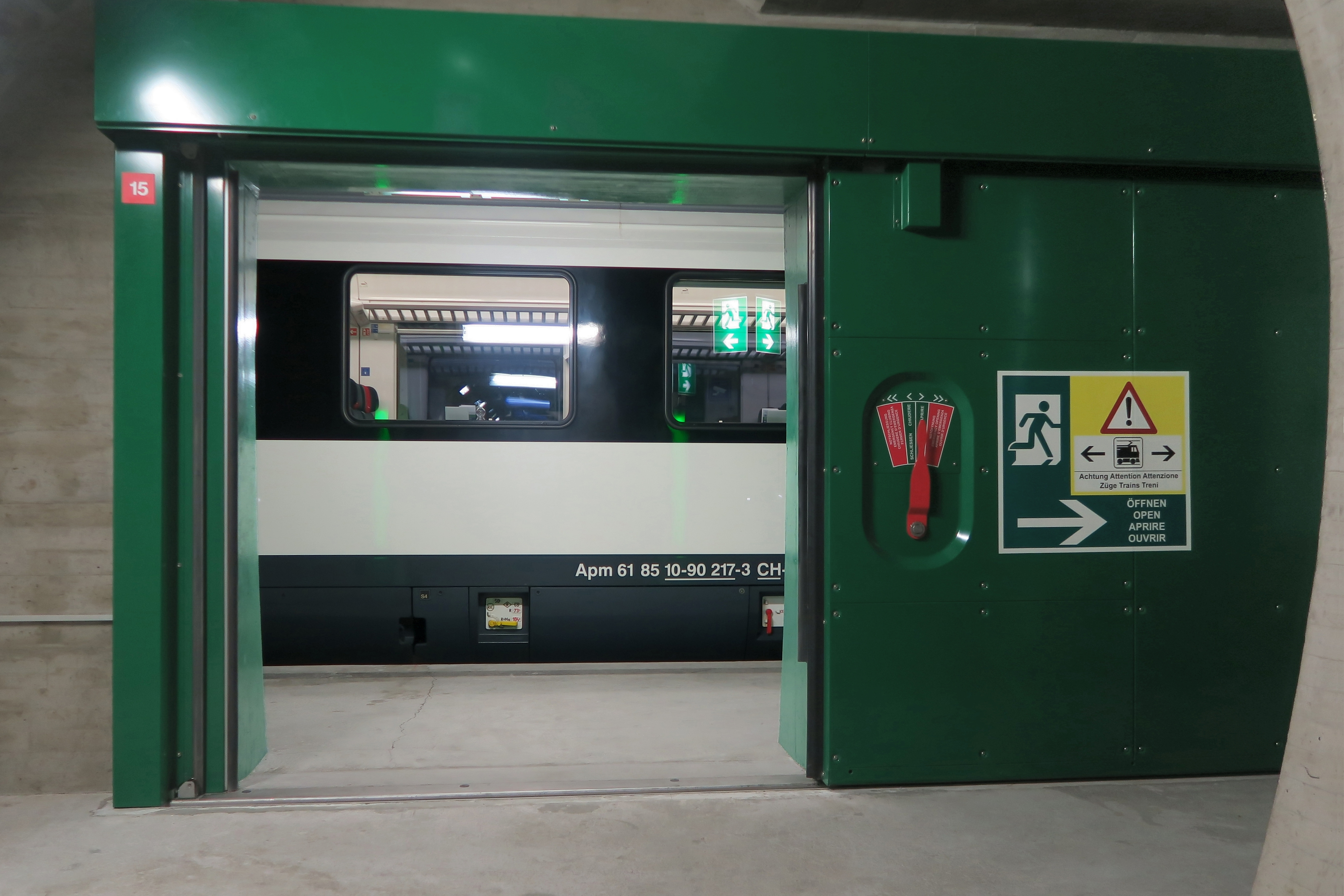
Notausgang der Sedrun SMF (2016)

Rund 800 m unter dem Bündner Dorf Sedrun liegt eine der beiden Multifunktionsstellen, die während des Betriebs u. a. als Nothaltestelle dienen werden. Seit dem Jahr 2000 wurde unter dem Namen Porta Alpina die Idee lanciert, die Multifunktionsstelle Sedrun zu einem unterirdischen Bahnhof auszubauen. Damit könnte die Region Surselva eine schnelle Verbindung zu den grossen Zentren Basel, Zürich und Mailand erhalten, wodurch sie wirtschaftlich sehr gestärkt würde. Geplant wurde eine Erweiterung beider Tunnelröhren durch den Ausbruch von vier grossen Warteräumen (zwei pro Richtung, für je 240 Personen) und ein Umbau der für den Bau errichteten Liftanlage für den Transport von jeweils 80 Passagieren.
Falls die Realisierung während des Tunnelbaus erfolgen könnte, wurden Kosten von rund 50 Millionen Franken veranschlagt, um deren Aufteilung zwischen Bund, Kanton Graubünden, der Region Surselva und der Standortgemeinde Tujetsch gerungen wurde. Da die Tunnelbohrausrüstung 2006 abgebaut werden sollte, wurden zunächst 15 Mio. Franken an Ausgaben für den Rohbau der Wartehallen bewilligt, der zügig erfolgte und im März 2007 abgeschlossen war. Doch der Projektfortgang wurde im Mai 2007 gestoppt, als vom Bundesrat der Entscheid für die Hauptinvestition der Porta Alpina auf 2012 verschoben wurde. Dadurch wurde eine Fertigstellung zusammen mit dem Basistunnel im Jahr 2016 unmöglich.
Umstritten war zu diesem Zeitpunkt, ob ein Zwischenhalt an der Porta Alpina den Güter- und Personenverkehr beeinträchtigen würde.
Eine spätere Fertigstellung ist mit höheren Kosten verbunden, was im September 2007 dazu führte, dass Kanton, Region und Gemeinde mit dem Hinweis auf das Kostenrisiko und das mangelnde Interesse der SBB die Weiterführung des Projekts ablehnten. Durch den fertiggestellten Ausbruch der Wartehallen könnten möglicherweise spätere Generationen das Projekt verwirklichen, erklärte der damalige Bündner Regierungsrat Stefan Engler.
Über den Schacht werden wenigstens 20 Liter Wasser pro Sekunde zugeführt, um in den Schmutzwasserleitungen beider Röhren in beiden Richtungen die geforderten je fünf Liter Wasser pro Sekunde zu leiten. Damit soll austretendes Gefahrgut aufgenommen werden. Ein Kleinwasserkraftwerk am Fusspunkt der Leitung erzeugt unter Nutzung des abfliessenden Wassers pro Jahr etwa 1,1 Gigawattstunden Strom.

### Tunnelbohrmaschinen (TBM)

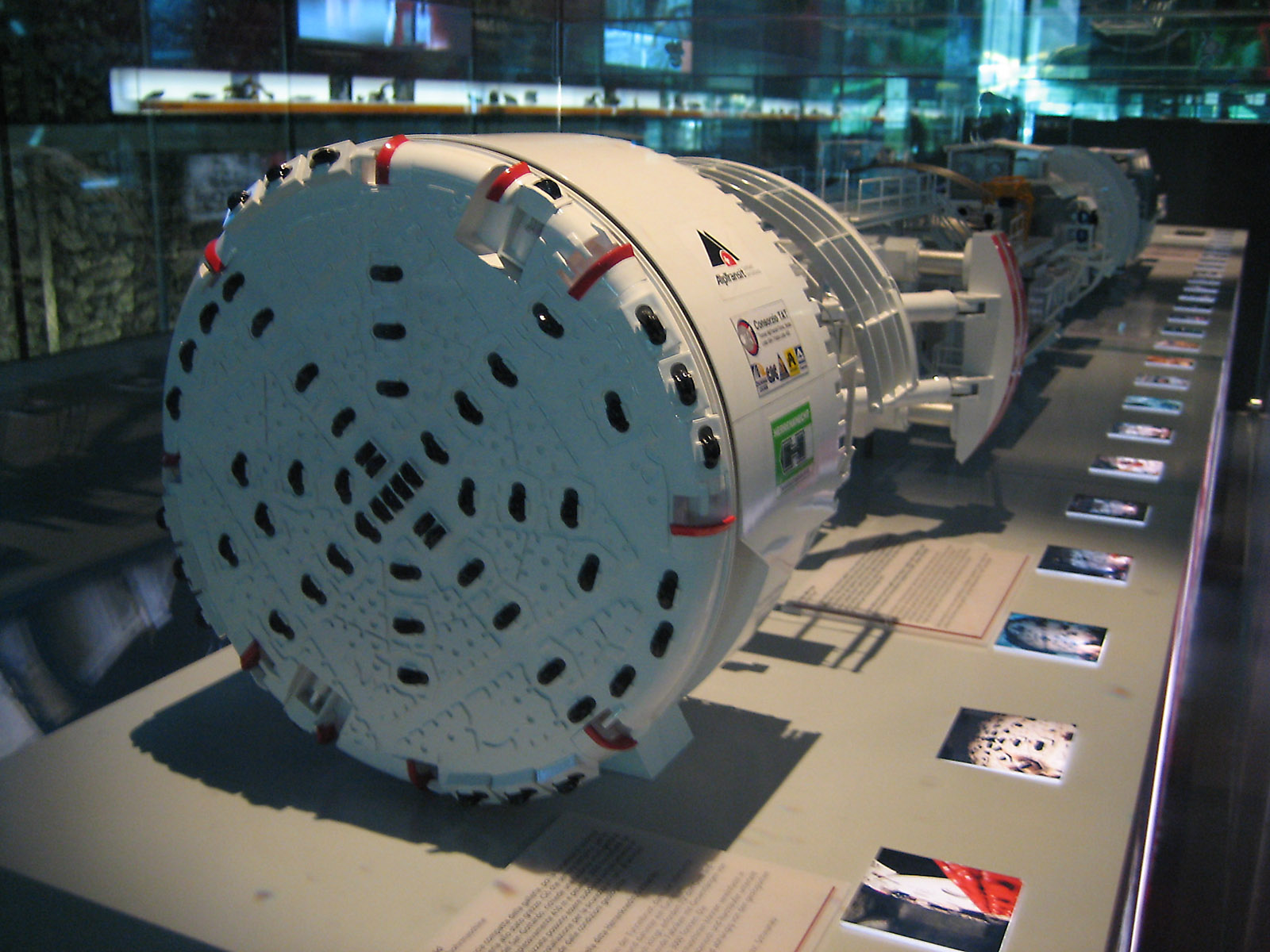
Modell der TBM S-210

Die Tunnelbohrmaschinen bestehen jeweils aus einer Tunnelvortriebsmaschine (TVM) und einem Nachläufer.
Daten und Fakten:
- Anzahl: 4 (2 × 2)
- Länge: 440 m (inkl. Nachläufer)
- Gewicht: 2700 t (nur TVM)
- Durchmesser: 9,58 m
- Anzahl Motoren: 10
- Anzahl Rollenmeissel: 62
- Gesamtleistung: 3500 kW
- Energieeinsatz: max. 63 MWh elektrischer Strom im Wert von ~ CHF 10'000 täglich je TBM, entspricht dem täglichen Verbrauch von 4200 Einfamilienhäusern
- Vortriebsleistung: max. 35–40 m/Tag (abhängig von Gesteinsart und -beschaffenheit, wird kaum je erreicht)
- Hersteller: Herrenknecht, D-Schwanau (TVM), Rowa Tunneling Logistics AG, Wangen SZ (Nachläufer)
- Namen der Maschinen: Vom Norden her kommen Gabi I (Oströhre (S-229)) und Gabi II (Weströhre (S-230)). Vom Süden kommen Heidi (Oströhre (S-211)) und Sissi (Weströhre (S-210), Durchstich am 15. Oktober 2010). Der Bohrkopf der TBM Sissi ist im Verkehrshaus in Luzern ausgestellt.

### Baustellentourismus

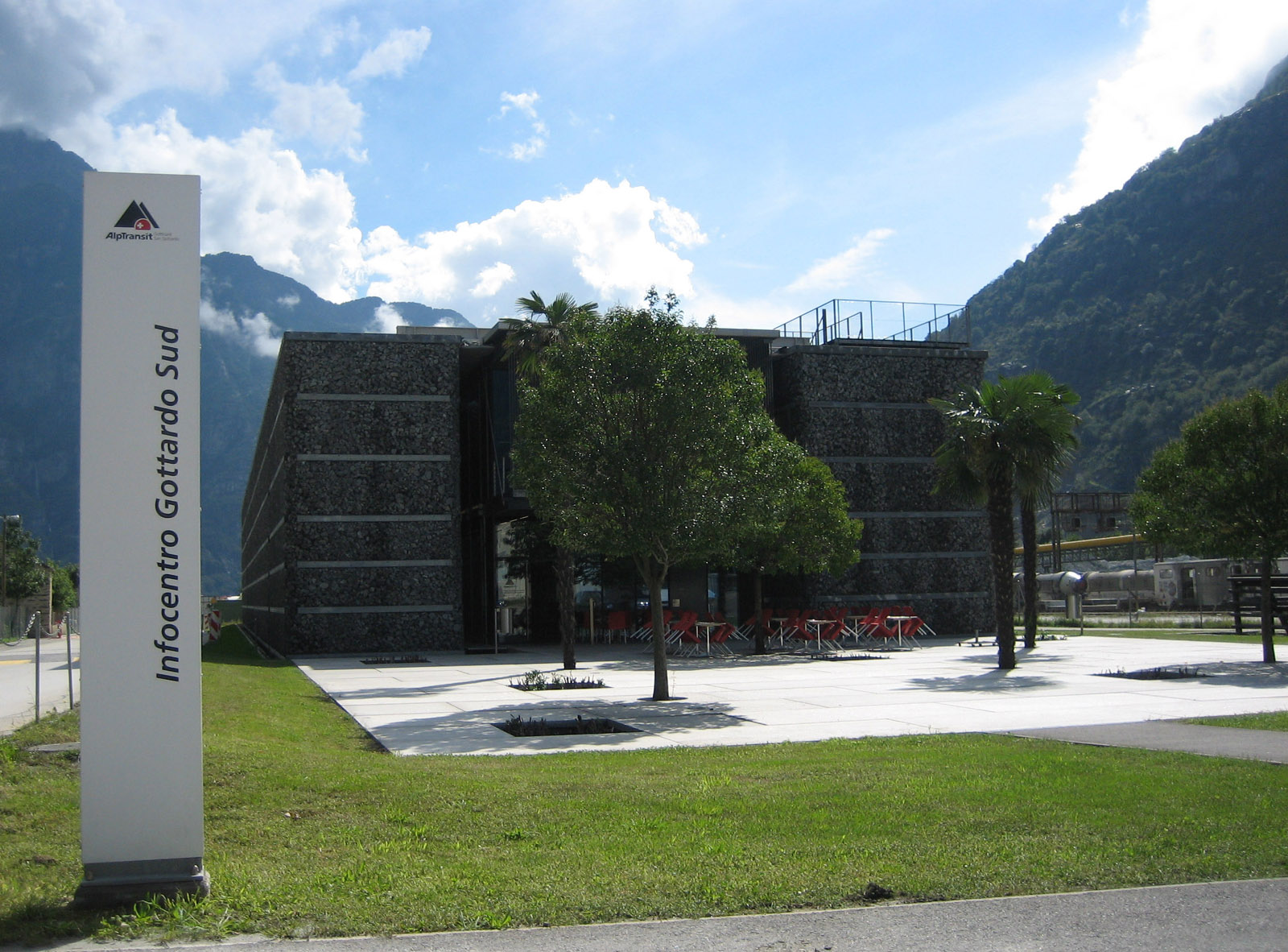
Besucherzentrum in Pollegio

Im Bereich der Baustellen Amsteg, Sedrun, Faido und Bodio entwickelte sich ein Baustellentourismus. Anfangs wurden nur Führungen – bis tief in den Berg hinein – angeboten, später wurden aufgrund des grossen Bedürfnisses Informationszentren eingerichtet und in Pollegio bei Bodio, in Sedrun (seit 1. November 2014 geschlossen) sowie in Erstfeld Besucherzentren gebaut. Zu Tagen der offenen Tür auf den einzelnen Grossbaustellen reisten jeweils mehrere tausend Besucher an. Die Gesamtzahl aller Besucher belief sich auf mehrere 100'000, und die Führungen waren jeweils lange im Voraus ausgebucht. Für die Standortgemeinden bedeutete dieser Tourismus einen bedeutenden Wirtschaftsfaktor, da neben den auswärtigen Montageleuten und Unternehmensvertretern weitere Menschen in diese Randregionen kamen und für zusätzliche Übernachtungen und Restaurantumsätze sorgen. Die Gemeinden profitierten indirekt von den Umsätzen der Besucher und der Bergleute und direkt von den Quellensteuern der ausländischen Bergleute.

### Inbetriebnahme
Von Mitte Dezember 2013 bis Mitte Juni 2014 fand die erste Phase des Versuchsbetriebs auf dem 13,4 km langen Abschnitt zwischen dem Südportal und Faido statt, bei dem die Geschwindigkeit von Testzügen sukzessive von 100 auf 220 km/h gesteigert wurde. Am 31. Oktober 2014 wurde das letzte Stück Feste Fahrbahn des Systems LVT/Sonneville eingebaut. Vom 17. August bis 30. September 2015 wurden so genannte Gesamtintegrationstests durchgeführt, bei denen das Zusammenspiel der Tunneltechnik erprobt werden soll. Am 1. Oktober 2015 begann der Testbetrieb, der bis 27. Mai 2016 gehen sollte. Im November und Dezember 2015 erfolgten Hochtastfahrten. Dabei erreichte der ICE S am 8. November 2015 erstmals die zur Zulassung notwendige Geschwindigkeit von 275 km/h. Am 25. und 26. November erfolgte ein Ereignisbetrieb mit acht Zügen gleichzeitig. Am 16. Dezember 2013 wurde der Einweihungstermin bekannt gegeben: Der Tunnel soll am 4./5. Juni 2016 mit einem Fest für die Bevölkerung eröffnet werden. Am 1. Juni 2015 wurde als Eröffnungstermin der 1. Juni 2016 bekanntgegeben. Anschliessend fand ein Probebetrieb bis zum Fahrplanwechsel 2016 statt, wie dies auch bei der Inbetriebnahme des Lötschbergbasistunnels geschah.

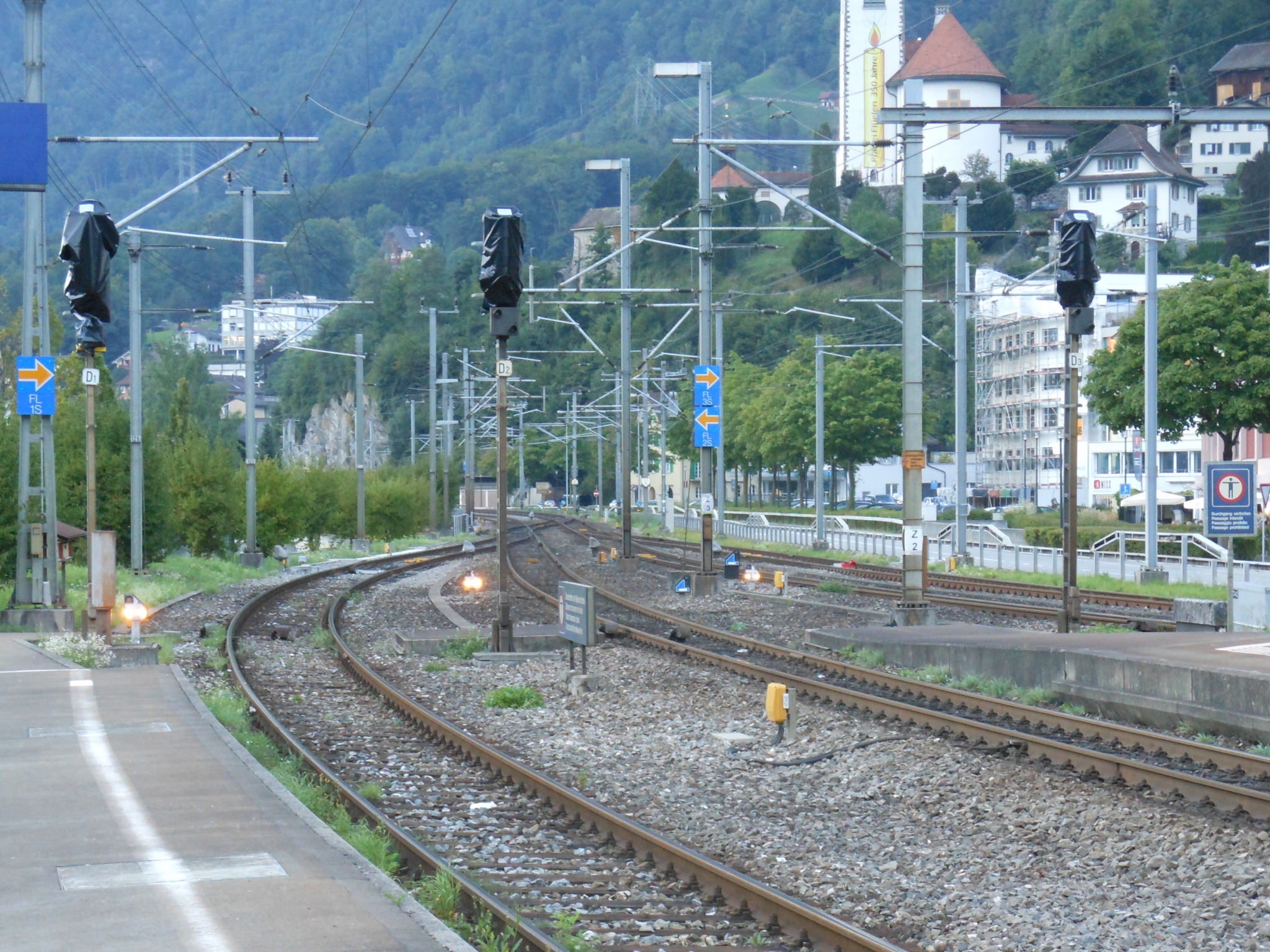
Abgedeckte Lichtsignale im Bahnhof Flüelen auf der nördlichen Gotthard-Zulaufstrecke, nach der ETCS-Inbetriebnahme, Ende August 2015

Am 16. August 2015 wurde auf dem 19 km langen, nördlich an den Tunnel anschliessenden Streckenabschnitt zwischen Brunnen und Erstfeld das Zugsicherungssystem ETCS Level 2 während einer neunstündigen Sperrpause in Betrieb genommen. Die zulässige Geschwindigkeit wurde dabei zunächst auf 80 km/h herabgesetzt. Am 6. Dezember 2015 folgte, mit einmonatiger Verspätung, der Abschnitt Castione–Arbedo–Bodio.
Bei der Gotthardbahn kam erstmals in der Schweiz Führerstandssignalisierung mit ETCS Level 2 nach SRS 2.3.0d zum Einsatz. Nachdem zur Inbetriebnahme auf beiden Streckenabschnitten gehäuft Störungen auftraten, habe sich die Situation bis zum Frühjahr 2016 entschärft, und es sei dieselbe Zuverlässigkeit wie zuvor erreicht worden. Noch bestehende ETCS-Probleme auf einzelnen Fahrzeugtypen würden in Zusammenarbeit mit den Fahrzeugherstellern beseitigt. Unter anderem wurden zusätzliche Balisen verlegt, die Programmierung der ETCS-Zentrale angepasst und Aussensignale entfernt, um das Wenden von Zügen zu vereinfachen. Fahrzeugseitig bereitete die Hochrüstung der Softwareversion (von SRS 2.2.2+ auf 2.3.0d) auf einigen Fahrzeugbaureihen Probleme. Einzelne Baureihen konnten aufgrund fehlender Kapazitäten beim Hersteller der ETCS-Bordgeräte noch nicht umgerüstet werden. Hierzu beantragten die SBB eine befristete Ausnahmegenehmigung zum Betrieb unter SRS 2.2.2+.
Am 6. Februar 2016 wurde ein 1500 m langer und 2216 t schwerer Güterzug mit drei Lokomotiven durch den Tunnel gefahren. Am 27. Februar 2016 fand eine Rettungsübung statt. Erprobt wurde die Evakuierung eines mit 401 Reisenden besetzten ICN-Zuges, der acht Kilometer nördlich des Südportals zum Stillstand kam, über einen in der Parallelröhre bereitgestellten Zug. Am 1. Juni 2016 war die feierliche Inbetriebnahme, von August bis November 2016 fanden „Stresstests“ mit Personenzügen statt. Während dieser Zeit verkehrten auch Besichtigungszüge in beiden Richtungen zwischen Flüelen und Biasca mit einem knapp einstündigen Zwischenstopp in der Multifunktionshaltestelle Sedrun, wo in einem Seitenstollen eine Ausstellung zur Geschichte der Gotthardbahn aufgebaut war.
Der erste fahrplanmäßig verkehrende Personenzug passierte am 16. Oktober 2016 aus Mailand kommend den Gotthard-Basistunnel. Der ETR 610 wurde durch den Tunnel umgeleitet, um eine Verspätung wieder herauszufahren. Der Zug hielt anschliessend für 20 Minuten in Arth-Goldau und wurde in seinen normalen Fahrplan eingetaktet.
Am 11. Dezember 2016 begann wie geplant der Regel-Zugbetrieb, mit bis zu zwei Personen- und fünf Güterzügen pro Stunde und Richtung; der Güterverkehr begann bereits am 5. September. Am Bauwerk waren mehr als 600 Mängel bekannt. Einige hatten betriebliche Einschränkungen und Auflagen bei der Betriebsbewilligung zur Folge, sodass unter anderem die Höchstgeschwindigkeit im Tunnel auf 200 km/h und bei der Einfahrt in Rynächt auf 160 km/h beschränkt ist. Die Bergstrecke mit dem höher liegenden, 15 km langen Scheiteltunnel bleibt neben der neuen Strecke durch den Basistunnel in Betrieb.

### Einweihungsfest

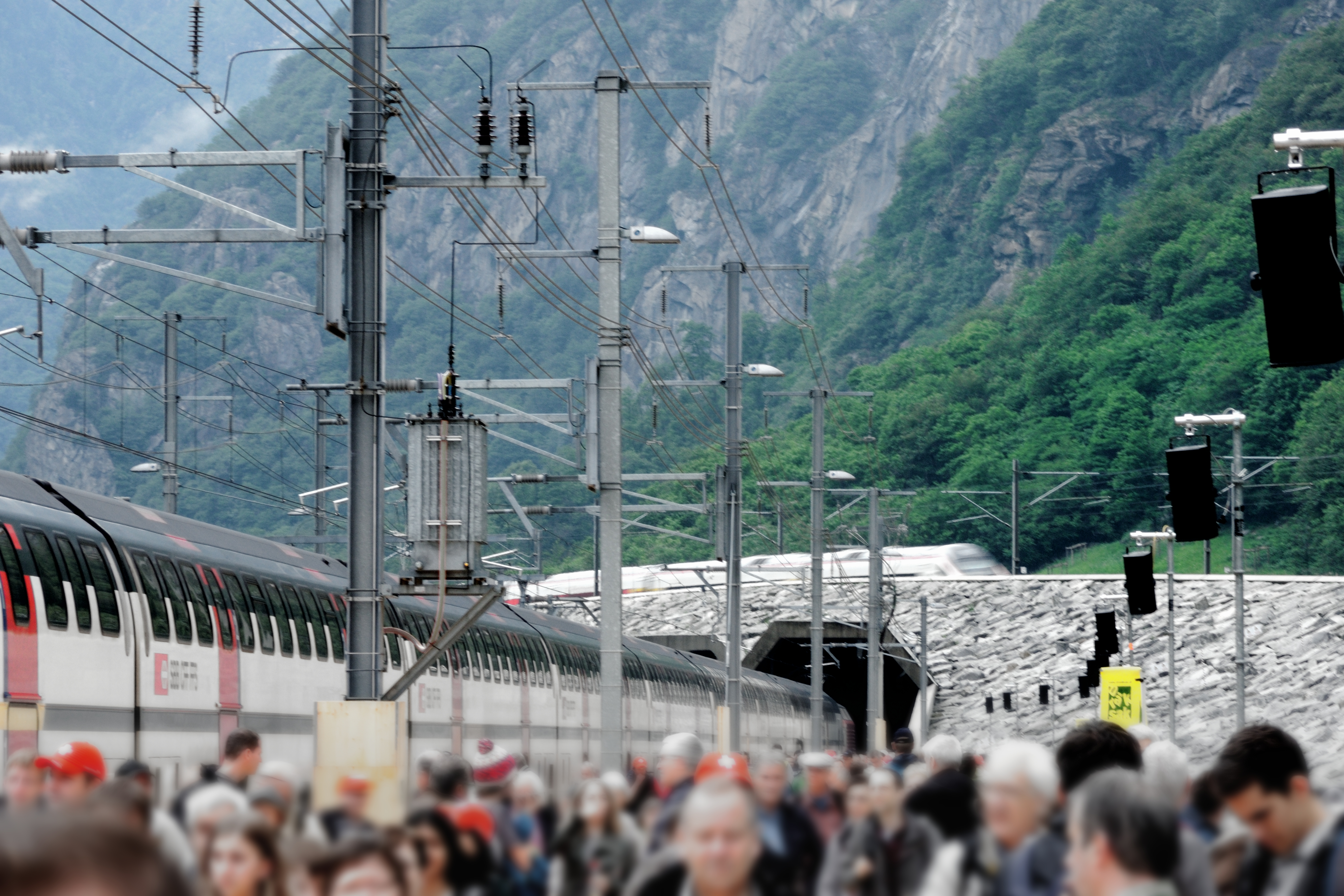
Gotthard-Basistunnel-Eröffnung (Bodio)

Am 1. Juni 2016 wurde der Tunnel mit einem Festakt und am 4. bzw. 5. Juni mit einem Volksfest sowohl am Nord- als auch am Südportal eingeweiht. Am Nordportal gab es eine besondere Haltestelle nur für diesen Tag: Festplatz Rynächt. Die 1000 Plätze für die jeweils erste offizielle Zugfahrt durch den Tunnel an diesem Tag wurden als symbolischer Dank unter der Schweizer Bevölkerung verlost. Es waren rund 1100 Gäste eingeladen, darunter der gesamte Bundesrat, das Parlament sowie zahlreiche europäische Politiker, unter anderem die deutsche Bundeskanzlerin Angela Merkel, der französische Staatspräsident François Hollande, der italienische Ministerpräsident Matteo Renzi und der österreichische Bundeskanzler Christian Kern. In der von Volker Hesse inszenierten, umfänglichen Zeremonie, u. a. mit einer parallelen Theateraufführung am Nord- und Südportal mit je 300 Darstellenden, einer Schau der Patrouille Suisse, internationalen Live-Fernsehübertragungen, wurde der Tunnel eingeweiht. Dabei wurde die Strecke vom Bund an die SBB in Anwesenheit der Abgeordneten und von Präsidenten und Ministern aus den Nachbarländern übergeben. Die Feierlichkeiten kosteten nach den Plänen des Bundesrates 8 Millionen Franken, inklusive für den Einsatz von bis zu 2000 Polizei- und Armeeangehörigen zur Absicherung und Organisation der Feierlichkeiten (3 Millionen). Für das folgende Wochenende vom 4. und 5. Juni konnten darüber hinaus 50'000 bis 100'000 Plätze auf im 20-Minuten-Takt pendelnden Zügen und ein umfangreiches Rahmenprogramm angeboten werden.

### Entgleisung vom 10. August 2023
Am 10. August 2023 kam es in der Weströhre zu einem schweren Unfall, bei dem ein von Italien nach Deutschland fahrender Güterzug entgleiste. Rund neun Kilometer nach Einfahrt in den Tunnel kam es bei einem Wagen zu einem Radbruch. Acht Kilometer später im Bereich der Multifunktionsstelle Faido trennte sich der Zug: Ein Teil bog an einer Weiche zur Oströhre ab, 16 der 30 Wagen entgleisten. Rund acht Kilometer Gleis und 20'000 Betonschwellen sowie das Tor zwischen den Röhren wurden dabei beschädigt. Infolgedessen musste der Tunnel für mehrere Wochen gesperrt werden. Personenzüge wurden über die Bergstrecke umgeleitet, Güterzüge wurden zuerst im In- und Ausland zurückgehalten, dann wenn möglich über die Bergstrecke oder Ausweichrouten geführt. Erst am 23. August konnte der Güterverkehr in der unbeschädigten Oströhre mit reduzierter Kapazität wieder aufgenommen werden. Der Vollbetrieb in beiden Tunnelröhren konnte erst am 2. September 2024, mehr als ein Jahr nach dem Unfall, wieder aufgenommen werden. Die SBB schätzte den entstandenen Schaden auf insgesamt 150 Millionen Franken.

### Betrieb
In den ersten acht Betriebsmonaten wurden 2,3 Millionen Reisende befördert. Die Zahl der Fahrgäste war dabei um 30 Prozent, auf 10'400 Reisende pro Tag, gestiegen. Die Zahl der Transit-Güterzüge nahm im gleichen Zeitraum um 6 Prozent zu. Insgesamt fuhren rund 17'000 Güterzüge durch den Tunnel, mit einem Gewicht von durchschnittlich 1080 t und einer Länge von 434 m.
Im ersten Betriebsjahr, das am 9. Dezember 2017 endete, fuhren insgesamt 24'757 Güter- und 18'395 Personenzüge durch den Tunnel. In der Spitze wurden 165 Fahrten pro Tag gezählt. Im Personenverkehr wurden durchschnittlich 11'000 Reisende pro Tag befördert. Im Güterverkehr wurden bis zu 116 Züge pro Tag gezählt, von fünf verschiedenen Eisenbahnverkehrsunternehmen (grösstenteils SBB Cargo). 0,1 Prozent der geplanten Züge mussten über die Bergstrecke umgeleitet werden. Die Fahrzeit im Personenverkehr zwischen Zürich und Mailand ist um rund eine halbe Stunde auf 3 h 12 min gesunken (Stand 2021) – im Unterschied zur prognostizierten Einsparung von einer ganzen Stunde vor der Realisierung. Nach 18 Monaten waren insgesamt knapp 39'922 Güter- und rund 28'689 Personenzüge durch den Tunnel gezählt. An einem durchschnittlichen Werktag werden 170 Züge gezählt, davon 120 Güterzüge (Stand: 2018). Als relativ störanfällig haben sich die hydraulisch angetriebenen Weichen und ETCS erwiesen. 2018 verursachten 0,19 % der Züge eine Störung in Zusammenhang mit ETCS, 2019 0,14 %. Am 5. März 2019 wurde der 100'000. Zug durch den Tunnel gezählt. Mit wenigen Ausnahmen hätten alle Züge regulär durch den Tunnel fahren können; in einigen Fällen waren Umleitungen, in Einzelfällen Abschleppungen notwendig. Werktäglich wurden zu dieser Zeit zwischen 130 und 160 Züge pro Tag gezählt, davon rund zwei Drittel Güterzüge und rund ein Drittel Personenzüge.
Von 2016 bis 2019 nahm die Zahl der Bahnreisenden auf der Gotthardachse um 28 Prozent zu, bis 2022 um 48 Prozent. Auf der Strasse nahm die Reisendenzahl im gleichen Zeitraum um 8 Prozent zu. Zwischen 2016 und 2022 wuchs das Volumen von in Tessiner Terminals umgeschlagenen Gütern um 38 Prozent.
Dem Gotthard-Basistunnel-Projekt wurde der European Railway Award 2018 zugesprochen.
Das Angebot, im Rahmen einer rund zweistündigen Führung den Tunnel (einschliesslich eines Fensters zum Fahrtunnel) zu besichtigen, nutzten allein 2017 rund 5000 Besucher. Anlässlich von Testfahrten im Mai 2020 konnte der bisher fehlende Nachweis erbracht werden, dass die Funkversorgung auch bei 250 km/h nach den Vorgaben funktioniert. Deshalb konnte die unbefristete Betriebsbewilligung für kommerzielle Fahrten, die 2016 noch auf 200 km/h begrenzt wurde, auf die geplanten 250 km/h erhöht werden.
Für die Instandhaltung wird je eine der beiden Röhren in den Nächsten von Samstag zu Sonntag bzw. Sonntag zu Montag für acht Stunden gesperrt. Für darüber hinaus notwendige Arbeiten, die nicht in diesen Zeitfenstern erledigt werden könnten, in denen ein Drittel des Tunnels für mehrere Tage gesperrt werden kann.

## Bahntechnik

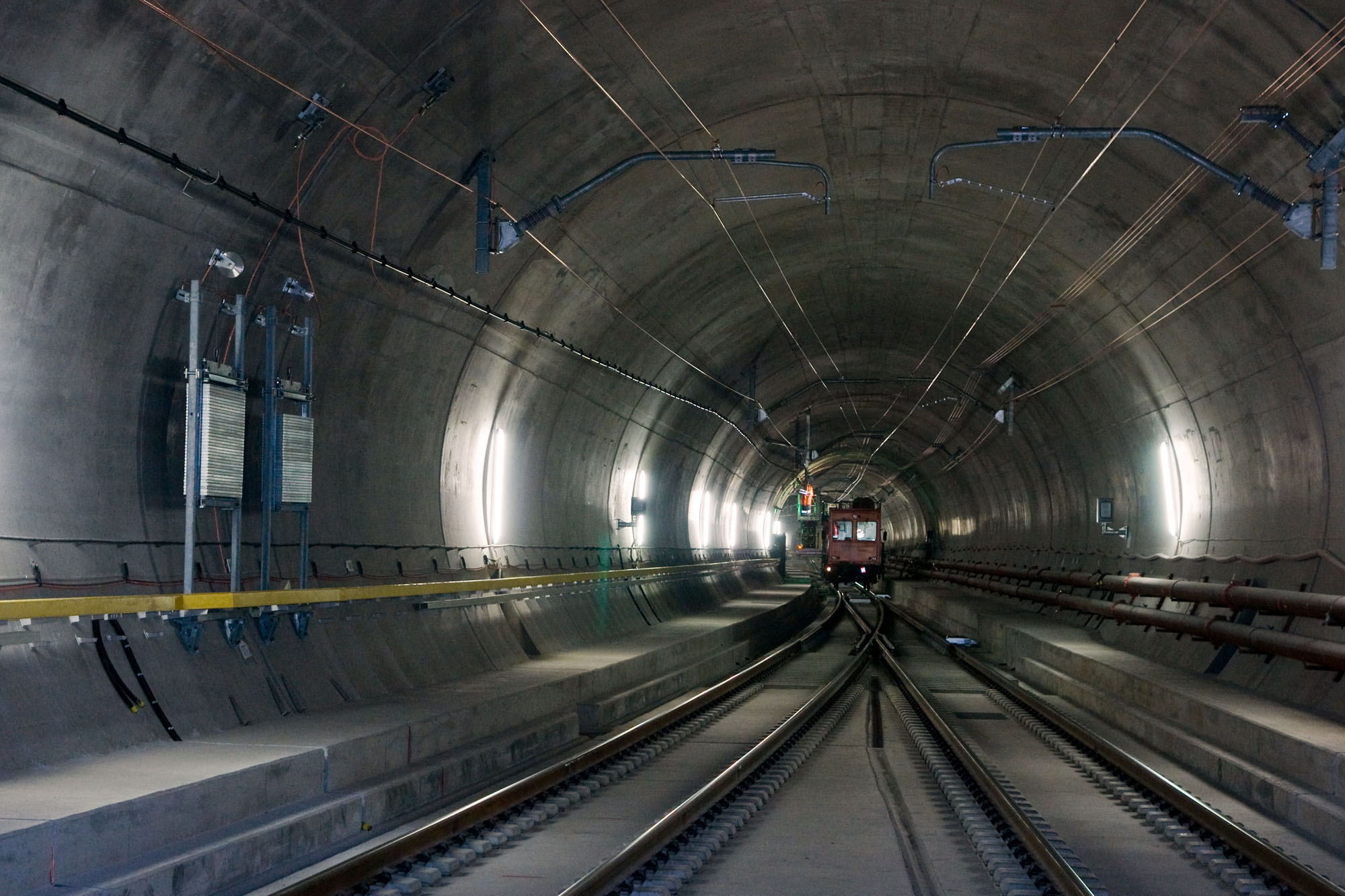
Kabelarbeiten an der Multifunktionsstelle Faido (2014)

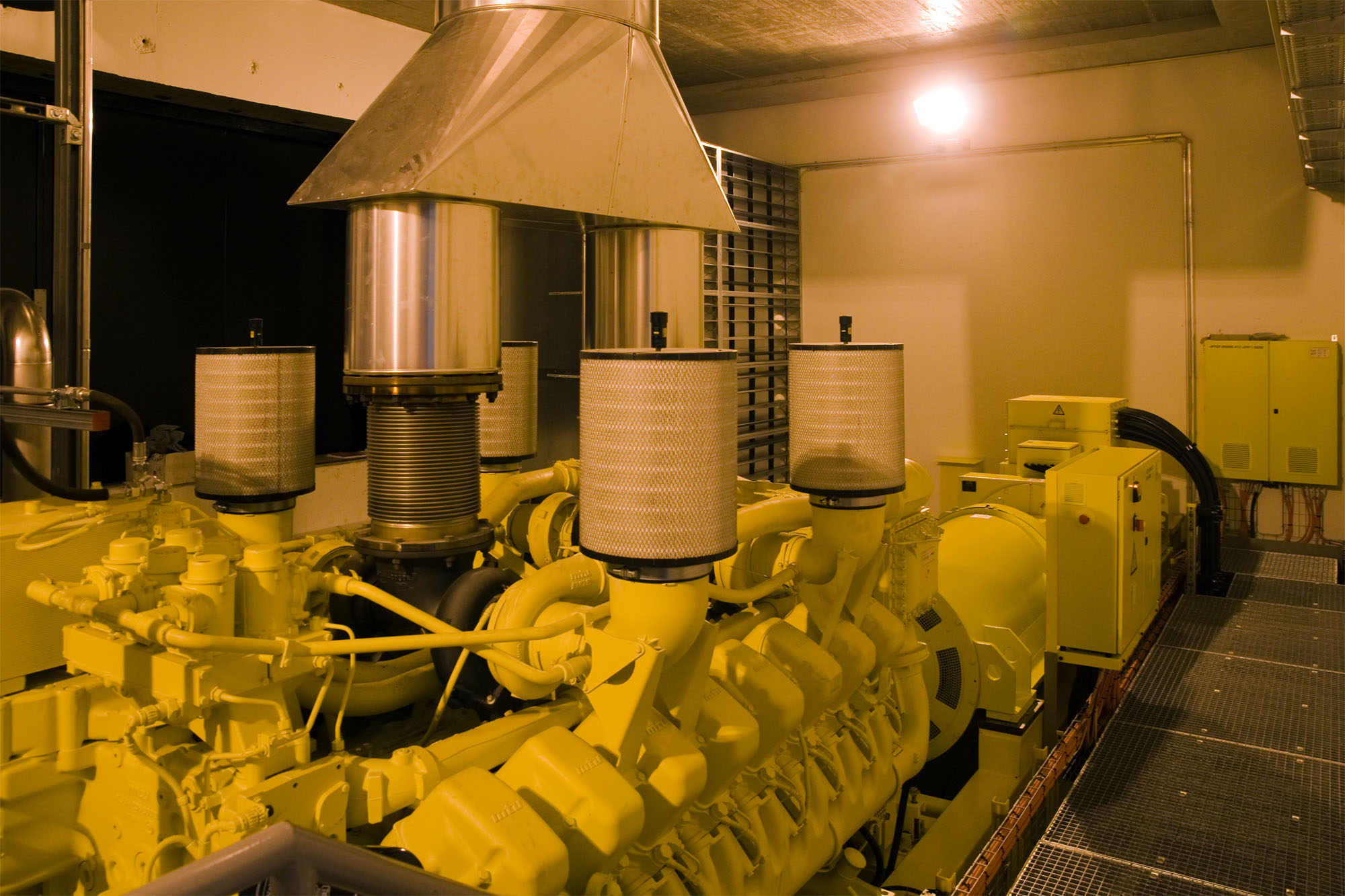
Notstromanlage in der Multifunktionsstelle Faido

Im Tunnel wurde eine Feste Fahrbahn des Systems LVT/Sonneville mit über 228 km Schienen (Länge von je 120 Metern), 43 Weichen und 375’000 Stützpunkten eingebaut. Bei der Produktion der LVT-Betonblöcke wurde ein neues Verfahren mit selbstverdichtendem Beton angewandt. Zusätzlich wurden für die geometrische Genauigkeit hochpräzise Modelle eingesetzt. Durch die höhere Automatisierung in der Produktion konnte eine konstant hohe Qualität erreicht werden. Diese Massnahmen ermöglichen bei mechanischen Beschädigungen einen 1:1-Austausch der Stützpunkte. Aufgrund der zu erwartenden aussergewöhnlichen Belastungen der Gleiskomponenten im GBT – neben der hohen Temperatur und Luftfeuchtigkeit gehört auch die erwartete Streckenbelastung dazu – wurden diese vor dem Einbau umfangreichen Tests unterzogen; dabei standen die Dauerhaftigkeit und Langlebigkeit im Vordergrund. Die Tests wurden vom Prüfamt für Verkehrswegebau in München durchgeführt und beinhalteten u. a. Lastwechselversuche bei der erwarteten Umgebungstemperatur mit mehr als zehn Millionen Lastwechseln. Es konnte gezeigt werden, dass die Anforderungen der ATG erfüllt werden.
An die Oberleitung bestehen besondere Anforderungen. Erstmals in Europa sollen im Gotthard- und im Ceneri-Basistunnel Güterzüge und Hochgeschwindigkeitszüge mit 250 km/h in langen Einspurtunneln im Mischverkehr verkehren, was zu einem Strombedarf von bis zu 2300 A führt. Zu den weiteren Herausforderungen zählen der kleine Tunnelquerschnitt, grosse mechanische Belastungen durch Staudrücke, hohe Tunnelinnentemperaturen von bis zu 40 Grad und etwa 70 Prozent Luftfeuchtigkeit sowie salzhaltige Luft, die durch Lastwagen der Rollenden Landstrasse eingebracht wird.
Dazu wurde eine Oberleitungs-Bauform Typ R250 GBT mit einem Kettenwerksystem (Tragseil Bronze und Fahrdraht Kupfer) und vier parallelen Verstärkungsleitungen geplant. Es wurde auf einem Versuchsabschnitt im Wallis zwischen Charrat und Saxon erprobt. Die Fahrleitungsanlage, mit einer Fahrdrahthöhe von 5,20 m und einer Systemhöhe von 90 cm, besteht aus einem 120-mm²-Fahrdraht, einem 70-mm²-Tragseil, vier 95-mm²-Speiseleitungen sowie drei Erdseilen mit je 150 mm². Die Längsspannweiten liegen zwischen 23 und 48 m. Insgesamt sind 154 km Fahrleitung verbaut, davon 115 km im Tunnel und 39 km auf offener Strecke.
Die Bahnstromversorgung erfolgt mit Einspeisungen in Flüelen, Amsteg, Faido und Pollegio. Kraftwerke, Unterwerke und Leitungen werden für den Tunnel neu- oder ausgebaut. Für den Regelbetrieb wird die Bahnstromversorgung im fahrplanmässigen Betrieb 80 MW bereitstellen können, die höchste Belastung, bis zu 160 MW, wird durch einen Güterzugbetrieb im Drei-Minuten-Abstand nach Betriebsstörungen erwartet. Waren zunächst Güterzüge mit bis zu 4000 t Anhängelast der Dimensionierung der Anlagen zugrunde gelegt worden, wurde 2009 aus Gründen hoher Kosten und erwarteter geringer Nachfrage durch sehr schwere Güterzüge entschieden, im Regelfall noch nur maximal 2000 t schwere Güterzüge vorzusehen. Damit konnten mehr als 100 Millionen Schweizer Franken eingespart werden.
Weiterhin sollen 3731 km Kabel für Stromversorgung und Datenübertragung verlegt werden. Es wurden keine optischen Signale installiert. Für die Zugsicherung sorgt das standardisierte European Rail Traffic Management System (ERTMS)/European Train Control System (ETCS) mit Zugfunksystem GSM-R. Dabei werden Fahrterlaubnisse und weitere Informationen per Funk übertragen und per Führerraumsignalisierung dargestellt. Vorgesehen sind vier Stellwerke, 928 Balisen, 712 Achszähler und 426 Hauptsignal-Merktafeln. Für ETCS wurde ein Radio Block Centre eingerichtet. Die Blöcke im Tunnel sind typischerweise etwa 800 m lang, in den Zu- und Abführungen zwischen 200 und 400 m. Damit sollen Güterzüge in einem typischen Abstand von 5 km gefahren werden, Personenzüge (aufgrund ihrer grösseren Geschwindigkeiten) im Abstand von etwa 10 km.

Das Leitsystem Tunnelautomatik Gotthard (TAG) setzt auf dem Standard-Bahnleitsystem Iltis auf. Es besitzt doppelte Redundanz mit jeweils wiederum zwei Netzwerkanschlüssen und ist mit 18 umliegenden Systemen verbunden, beispielsweise Lüftung, Beleuchtung und den Türen der Nothaltestellen. Je Zug werden mehrere tausend Telegramme im Umfang von mehreren hundert Megabyte ausgetauscht. Das System überwacht das Gesamtsystem, vergleicht Soll- und Ist-Zustände und überwacht die Einhaltung der den Zügen vorgegebenen Mindestgeschwindigkeit. Es stellt im Regelbetrieb spezielle Einschränkungen sicher, beispielsweise einen erhöhten Abstand zwischen Gefahrgut- und Personenzügen. Im Ereignisfall wickelt es bis zu zehn Sofortmassnahmen zur Minimierung des Schadensausmasses ab, stellt weitere Möglichkeiten dar und setzt vom Bediener gewählte Massnahmenbündel zur Ereignisbeherrschung (beispielsweise Rückwärtsevakuierung) automatisch um. Züge sollen im Tunnel grundsätzlich mit Höchstgeschwindigkeit fahren und nur dann eine niedrigere Geschwindigkeit wählen, wenn dies von der Dispositionsebene angeordnet wurde. Die Mindestgeschwindigkeit der Güterzüge beträgt in der Regel 100 km/h. Der Verkehr im Tunnel wird aus der Betriebszentrale Süd in Pollegio gesteuert.

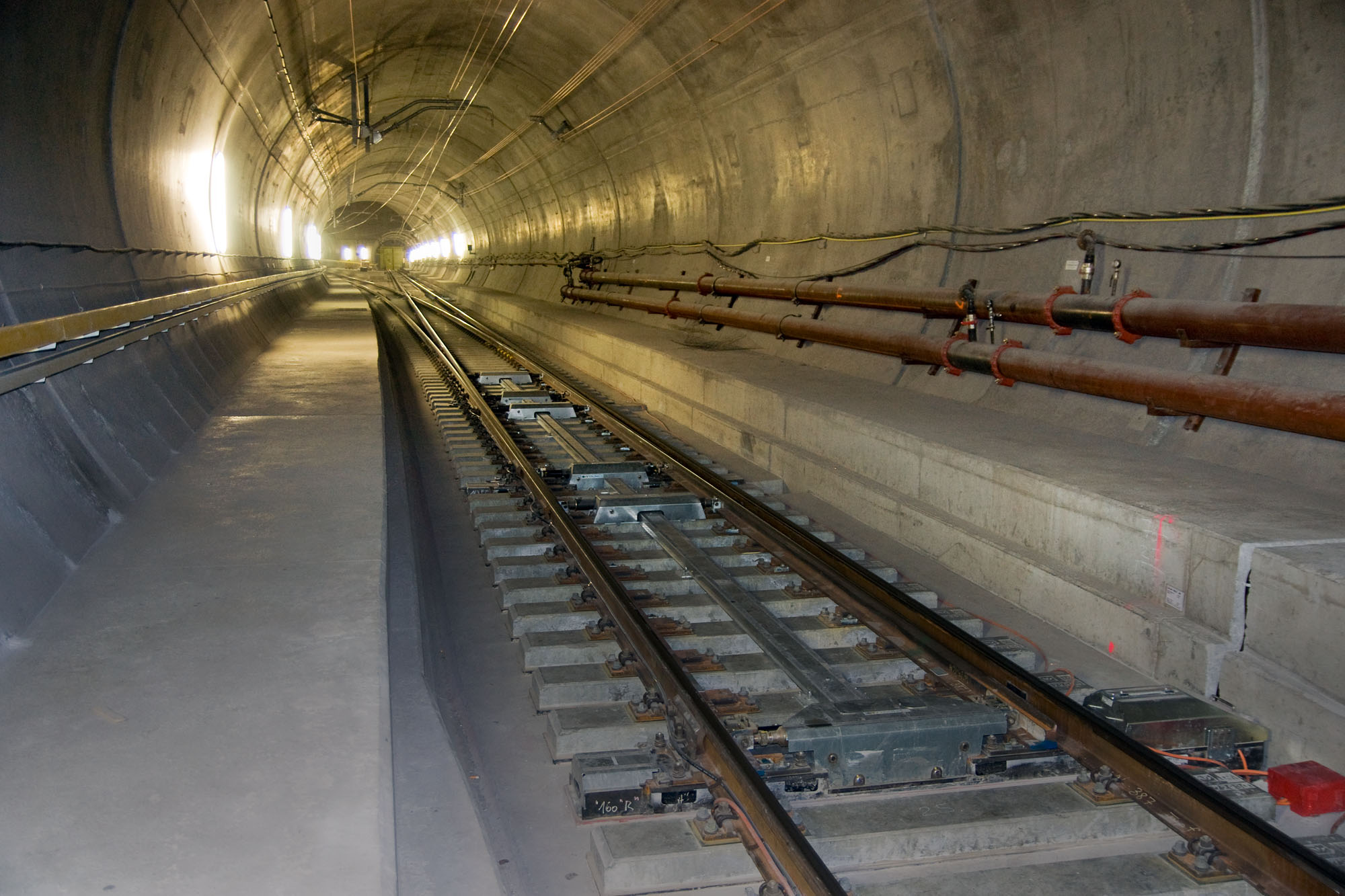
Nothaltestelle Faido mit Schnellfahrweiche (rechts) und Bahnsteig (links) (2014)

Umfang und Anforderungen der Bahntechnikleistungen wurden 2005 bekannt gemacht. Die Auftragsvergabe mit einem Umfang von 1,69 Milliarden Franken erfolgte am 4. Mai 2007 an die Arbeitsgemeinschaft Transtec Gotthard. Sie setzt sich aus vier gleichbeteiligten Partnern zusammen:
- Alpiq InTec AG
- Alcatel-Lucent Schweiz AG und Thales Rail Signaling Solutions AG, Zürich (als einfache Gesellschaft)
- Alpine Bau GmbH, Hergiswil
- Balfour Beatty Rail GmbH, München

Der Auftrag umfasst die Ausrüstung der beiden einspurigen Tunnelröhren von je 57 km Länge sowie die anschliessenden offenen Strecken Nord und Süd von rund 11 km Länge bis zur Anbindung an das bestehende Eisenbahnnetz. Die Auftragnehmer teilen sich die Lose Erstellung der Fahrbahn, Stromversorgung mit 50 Hz, Kabelanlagen, Fahrstromversorgung mit 16,7 Hz, Telekommunikation (Festnetz und Funk) sowie der Sicherungsanlagen.
Wie beim Abschnitt Erstfeld erhob die unterlegene Bietergemeinschaft Einspruch beim Bundesverwaltungsgericht. Dieses entschied im November 2007 gegen eine aufschiebende Wirkung des Einspruchs, worauf sich die Bauherrin mit dem Anbieter („Schweizerische Bahntechnik Konsortium“) auf einen Klageverzicht gegen Entschädigungszahlung einigte. Nachdem die Kosten der Verzögerung auf 10 Millionen Franken pro Monat beziffert worden waren, wurde politisch diskutiert, die aufschiebende Wirkung eines Einspruchs gegen Vergabeentscheidungen per Gesetz auszuschliessen.
Für den Einbau der Bahntechnik wurde ab Mai 2009 südlich von Biasca beim Ende der Offenen Strecke Süd ein 7 ha grosser Installationsplatz mit 230 Unterkünften errichtet. Mit dem Einbau in den Tunnel über das Südportal wurde im Mai 2010 begonnen. Der Einbau über das Nordportal in Erstfeld startete im September 2011. Hierfür wurde 2010 ein Installationsplatz im Rynächt zwischen Altdorf und Schattdorf eingerichtet. Zu Spitzenzeiten sollten über 700 Personen mit dem Einbau der Bahntechnik beschäftigt sein. Der Einbau der Bahntechnik wurde 2015 abgeschlossen.

## Betriebskonzept

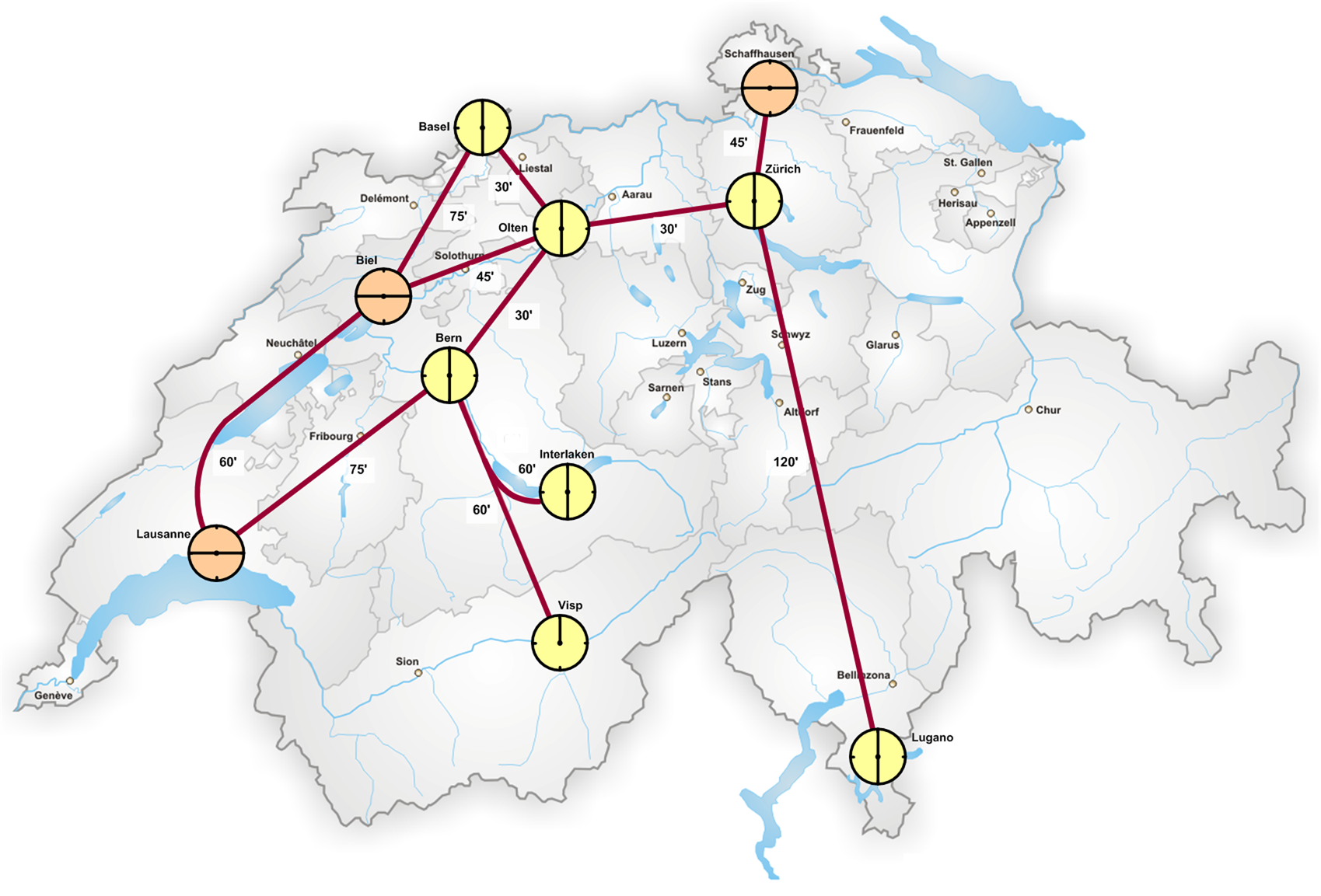
Knotensystem nach Inbetriebnahme des Gotthard- und Ceneri-Basistunnels 2020
Gelb: Vollknoten (00'/30')
Orange: Vollknoten (15'/45')

Grundlage der Planung war ein Mischbetrieb mit Reisezügen (Normalbetrieb: 200 km/h, aber 250 km/h möglich) und schweren Güterzügen (mindestens 100, bis zu 160 km/h, bis 2000 oder eventuell 4000 Tonnen). Rund 300 Züge sollten pro Tag durch den Tunnel fahren und zwischen Zürich oder Basel und Chiasso–Mailand oder Luino–Busto Arsizio/Novara verkehren. Angestrebt war, dass die Hochgeschwindigkeitszüge die Strecke Zürich–Mailand in einer Reisezeit von 2:40 Stunden bewältigen. Da die Fahrzeit zwischen Zürich und Lugano nach der Inbetriebnahme des Ceneri-Basistunnels nur noch 82 Minuten dauern sollte (Stand 2010), würde es möglich, Lugano zum Vollknoten zu entwickeln.
Das Betriebskonzept von 2013 sah vor, innerhalb einer Stunde einen Intercity mit 200 km/h gefolgt von drei Güterzügen mit 100 km/h durch den Tunnel zu fahren, wiederum gefolgt von einem IC und drei weiteren Güterzügen. Um die 60 km ohne Überholung zu bewältigen, ist eine betriebliche Zugfolgezeit der Güterzüge von 3 Minuten und eine technische Zugfolgezeit von 2,5 Minuten erforderlich. Dazu wurden bis zu 100 m kurze Signalabschnitte im Bereich der Portale und der Überholgleise hergestellt.
Den Personenverkehr haben die SBB 2016 mit Zügen des Typs ETR 610 aufgenommen, die seit 2020 durch die neuentwickelten Stadler EC250 abgelöst werden. Nach der 2020 erfolgten Inbetriebnahme des Ceneri-Basistunnels sollen 180 bis 260 Güterzüge und 65 Personenzüge pro Tag den Gotthard-Basistunnel passieren, während es auf der Bergstrecke höchstens 180 pro Tag waren. Durch halbstündliche Schnellzüge soll die Zahl der Reisenden auf der Gotthard-Achse von derzeit 9000 (Stand 2014) auf mindestens 15'000 im Jahr 2020 steigen. Gleichzeitig soll ein Stundentakt über die Bergstrecke erhalten bleiben. Daneben sind bis zu sechs Güterzüge und zwei Personenzüge pro Stunde und Richtung durch den Tunnel vorgesehen. Nach dem 2013 veröffentlichten Fahrplankonzept der SBB werden sich die Reisezeiten zwischen Luzern und dem Tessin ab 2016 um 40 Minuten verringern und nach Inbetriebnahme des Ceneri-Basistunnels um 60 Minuten gegenüber 2013. Die Reisezeit von Zürich nach Lugano soll dann 1:40 Stunden betragen.
Aus Kapazitäts- und Energiespargründen sollten Personenzüge im Tunnel zunächst mit einer Höchstgeschwindigkeit von 200 km/h verkehren.
Bis zu 750 Meter lange Güterzüge sollten in bis zu drei Minuten kurzen Abständen durch den Tunnel fahren. Nach Planungen sollten bis zu 40 Millionen Tonnen Güter pro Jahr durch den Tunnel rollen, etwa doppelt so viel wie auf der bisherigen Gotthard-Achse.
Kritiker bemängelten an den Plänen die fehlende bauliche Berücksichtigung absehbarer Verkehrsbedürfnisse.
Der Schweizer Bundesrat billigte im Mai 2013 eine Vorlage zur Realisierung des – wegen der Eckhöhe von geladenen Lkw – so genannten Vier-Meter-Korridors für die Rollende Landstrasse auf der Achse Basel – Gotthard – Tessin – Norditalien. Für 940 Millionen Franken sollten insgesamt 170 Einzelmassnahmen realisiert werden, damit ab 2020 Sattelauflieger mit vier Metern Eckhöhe (Profilcode P400) ohne Einschränkungen befördert werden können.
Im Jahr 2015 erwarteten die SBB mit der Perspektive 2020 einen Rückgang des Energieverbrauchs auf der Gotthard-Achse um wenigstens 10 Prozent. Während der Energieverbrauch für den Güterverkehr dabei um 33 Prozent zurückgehen soll, wird im Personenverkehr – bedingt durch höhere Geschwindigkeiten (200 bis maximal 250 km/h) – ein Mehrverbrauch von 20 Prozent erwartet. Im Güterverkehr kann, im Vergleich zur Bergstrecke, unter anderem auf mechanische Bremsungen verzichtet werden und stattdessen mehr Energie durch Nutzbremsen ins Stromnetz zurückgewonnen werden. Die vorgesehene Höchstgeschwindigkeit für Güterzüge beträgt 110 km/h.

### Steuerung, Betriebszentrale Süd

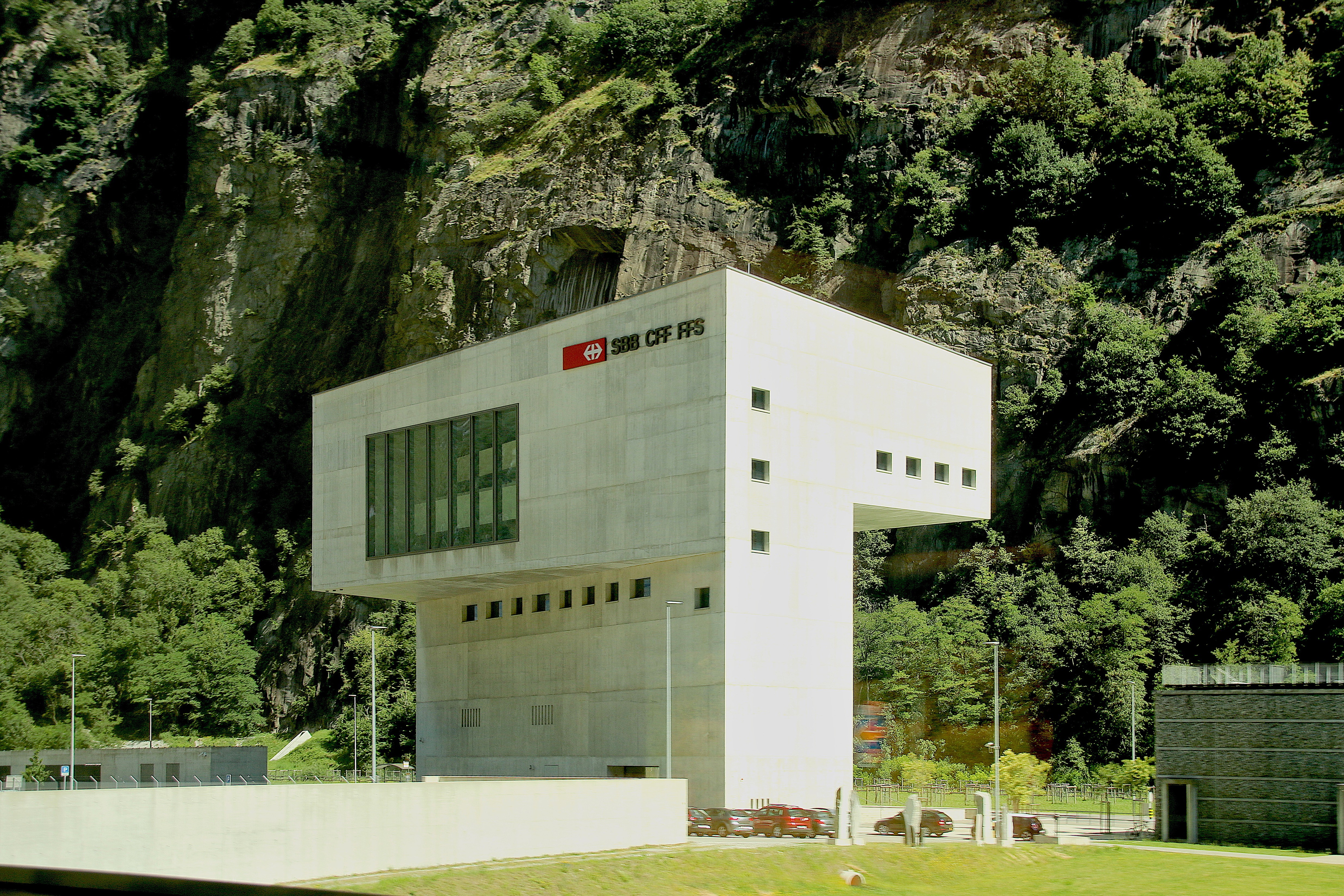
Betriebszentrale Süd in Pollegio (2018)

Seit Mitte 2014 steuert und überwacht die SBB von der Betriebszentrale Süd (BZ Süd) in Pollegio den gesamten Bahnbetrieb im Tessin sowie von und bis Arth-Goldau.
Auch die Passagierinformation bei Störungen erfolgt über die Betriebszentrale Süd. Die rund 160 Mitarbeiter in Pollegio steuern und überwachen zudem den Betrieb des Personen- und Güterverkehrs sowie die Sicherheitssysteme und die Bahnstrom-Versorgung im längsten Eisenbahntunnel der Welt.

## Kosten
Im Juli 2006 hatte AlpTransit Gotthard AG die voraussichtlichen Gesamtkosten mit 8,035 Milliarden Franken beziffert. Gegenüber dem Budget von 1998 entspräche dies Mehrkosten von 21,3 Prozent. Als Ursachen für die Kostensteigerungen werden Geologie (4,5 Prozent), Verzögerungen und veränderte Anforderungen seitens der Politik (6,3 Prozent), Projektverbesserungen für Bevölkerung und Umwelt (1,3 Prozent) sowie gestiegene Anforderungen an Bahn- und Sicherheitstechnik (8,5 Prozent) genannt.
Eine vom Bundesamt für Verkehr in Auftrag gegebene Wirtschaftlichkeitsstudie 2010 rechnete für die Gotthardachse mit einem betriebswirtschaftlichen Gewinn von 4 Millionen Franken pro Jahr für den Infrastrukturbetrieb unter Ausklammerung der Ersatzinvestitionen und mit einem Gewinn von 71 Millionen Franken pro Jahr für den Personenverkehr. Dabei werden nur die innerhalb der Schweiz anfallenden Mehrkosten und Mehrerlöse betrachtet, die mit der NEAT in Verbindung gebracht werden können. Werden die Ersatzinvestitionen einbezogen, resultiert in der Infrastrukturrechnung ein Verlust von 53 Millionen Franken pro Jahr. Die Kosten-Nutzen-Analyse zeigt einen Gewinn von 76 Millionen Franken ohne Ersatzinvestitionen und 18 Millionen Franken inklusive Ersatzinvestitionen.
Die Baukosten wurden 2010 auf 12 Milliarden Franken geschätzt. 2016 betrugen die Endkosten 12.2 Milliarden Franken.

## Auszeichnungen
- Für das Projektmanagement der so genannten Festen Fahrbahn ging der Deutsche Project Excellence Award der GPM 2015 an die Ingenieure.[117]
- Der European Railway Award ist eine Auszeichnung, die seit 2007 von der Gemeinschaft der Europäischen Bahnen, der UNIFE und den European Rail Infrastructure Managers (EIM) vergeben wird. 2018 wurde damit der Tunnel für die Verbesserung des Frachtverkehrs in Europa ausgezeichnet.[118]

## Sondermarken
Die Schweizerische Post widmete der Eröffnung des neuen Basistunnels 2016 einen Sondermarken-Block mit Spezialeffekten. Dabei kamen rund 15 Kilo Gesteinspulver aus dem Gotthard zum Einsatz. Das Gestein wurde zu feinem Pulver verarbeitet und fand in dieser Form dank einer besonderen Drucktechnik mit speziellem Lack auf dem 104 mm × 37 mm grossen Block „Gottardo 2016“ zu zwei Franken Platz. Die Briefmarken mit Zwischensteg zeigen ein Relief des Gotthardmassivs mit Alpenpanorama sowie klein das Süd- und das Nordportal. An beiden „Enden“ steht neben der Wertangabe eine Lokomotive, einmal im eher kälteren Norden eine Re 484 mit der Farbe Blau, Beschriftung Cargo, Erstfeld, und im eher wärmeren Süden eine Re 460 mit der Farbe Rot und der Untertitelung Bodio.